# Miss Univers
Pour les articles homonymes, voir Miss.
Ne doit pas être confondu avec Miss International, Miss Monde, Miss Terre ou The International Pageant of Pulchritude.
Miss Univers (Miss Universe) est un concours international de beauté féminine. Fondé en 1952 par la compagnie américaine de vêtement californien Pacific Mills, il est organisé par JKN Global Group depuis 2022.
Miss Univers est en concurrence avec le concours Miss Monde d'origine britannique, fondé un an auparavant, en 1951.
En 1998, le logo de Miss Univers (« la femme avec des étoiles ») est créé, symbolisant la beauté et la responsabilité des femmes dans l'univers.
La Miss Univers en titre est Victoria Kjær Theilvig, Miss Danemark, élue le 17 novembre 2024 à Mexico (Mexique), succédant ainsi à Sheynnis Palacios (Miss Univers 2023).

## Historique
Miss Univers est un concours international annuel de beauté géré par l'organisation Miss Universe.
Un concours similaire, The International Pageant of Pulchritude, avait lieu dans les années 1920 et 1930. Il a servi de modèle au concours moderne.
Miss America 1951, Yolande Betbeze, après avoir refusé de poser avec la tenue de bain de son commanditaire principal (les maillots de bain Catalina), le fabricant de la marque, Pacifique Mills, s'est désengagé de Miss America pour créer les concours Miss USA et Miss Univers.
Le premier concours Miss Univers s'est tenu à Long Beach, en Californie en 1952. Il a été remporté par Armi Kuusela, une Finlandaise qui a renoncé à son titre pour se marier à un magnat philippin, Virgilio Hilario, peu de temps avant de terminer son année de règne. Jusqu'en 1958, le titre de Miss Univers (comme celui de Miss America) a été post-daté, le titre d'Armi Kuusela était donc Miss Univers 1953.
Le concours a été télévisé pour la première fois en 1955. CBS a commencé la diffusion au niveau national (aux États-Unis) des concours combinés Miss USA et Miss Univers en 1960, puis séparément à partir de 1965. En 2003, NBC a repris les droits de télédiffusion. Depuis 2015, le concours est diffusé par FOX.
En 1957, la Péruvienne Gladys Zender devient la plus jeune candidate à remporter le titre, à l'âge de 17 ans.
En 1962, Evelyn Miot (Miss Haïti 1962) devient la première femme noire à accéder au top 15 des finalistes de l'édition Miss Univers 1962.
Le concours principal s'est tenu dans la zone continentale des États-Unis de 1952 à 1971. Il a lieu ensuite à divers endroits à travers le monde.
En 1977, Janelle Commissiong de Trinité-et-Tobago a été la première noire élue Miss Univers. La première noire africaine élue fut Mpule Kwelagobe, du Botswana, en 1999, précédée par une autre gagnante noire, Wendy Fitzwilliam, de Trinité-et-Tobago en 1998. En 1985, la candidate sud-africaine a été refusée en raison de l'apartheid, elle s'est représentée en 1990 pour l'Allemagne.
La chanson historique de Miss Univers, You are my star était la chanson officielle pour le concours de 1983 à 1995. Elle a été chantée par Little Sisters, un groupe de jeunes enfants sélectionnés du pays d'accueil.
Lara Dutta, élue Miss Univers 2000, est devenue une célèbre actrice en Inde, comme Sushmita Sen, Miss Univers 1994.
Oxana Fedorova, Miss Univers 2002, fut détrônée en cours de règne. Il est difficile de savoir si elle a été licenciée pour manquement à ses obligations (il s'agirait là de la version officielle), ou a choisi de démissionner parce qu'elle n'avait pas prévu la lourde charge de travail. Elle obtient pendant le concours la plus grosse note jamais enregistrée pendant le défilé en maillot de bain, un score de 9,88.
Lors de la cérémonie 2015, le présentateur Steve Harvey annonce que Miss Colombie, Ariadna Gutiérrez, remporte le concours, avant de se raviser cinq minutes plus tard. Il s'est trompé en lisant les résultats, c'est finalement Miss Philippines, Pia Wurtzbach, qui est élue Miss Univers 2015.
Le 26 octobre 2022, le groupe thaïlandais JKN Global Group rachète la Miss Universe Organization (MUO) à IMG Worldwide, propriété d'Endeavor Group Holdings, pour 14 millions de dollars. Anne Jakapong Jakrajutatip, femme transgenre, dirige le groupe. C'est la première fois que l'organisation étend son siège en dehors des États-Unis. À partir de l'édition 2022, NBC récupère les droits de diffusion via The Roku Channel pour la compétition, à la suite du changement de propriété, marquant la première fois dans l'histoire de Miss Univers le fait que le concours passe d'une couverture traditionnelle par un réseau de diffusion à un service de streaming complet aux États-Unis. C'est aussi la première fois dans l'histoire du concours qu'un panel entièrement féminin a présenté l'événement, avec Jeannie Mai et Olivia Culpo.

### Classements des finalistes
- De 1959 à 1964 ont eu lieu de légères modifications de format. De 1959 à 1963, il n'y a plus d'étape finale à cinq finalistes, les finalistes et la gagnante étaient directement appelées parmi les quinze demi-finalistes réunies. En 1964, le top 5 est devenu un top 10, et après une série d'entrevues, la lauréate et ses dauphines sont choisies parmi les dix finalistes.
- En 1965, le concours est retourné au format d'origine avec seulement cinq finalistes, jusqu'en 1989.
- En 1969, une dernière question a été posée aux cinq dernières finalistes. La dernière question était une nouvelle caractéristique de fonctionnement du concours et en changeait le déroulement historique du spectacle. En 1990, sa présence était totalement enracinée et depuis, à tous les concours, les concurrentes restant en lice doivent répondre à une dernière question (souvent sur leur propre perception de la fonction de Miss Univers).
- En 1990, la mise en œuvre du concours connaît des modifications. En effet, au lieu de 5 finalistes, le classement a été réduit de 10 demi-finalistes à six. Chaque compétitrice doit alors choisir au hasard un juge (tiré au sort) et répondre à la question posée par celui-ci. Après cela, le top est réduit à la suite d'une finale à trois. En 1998, le top 6 est devenu un top 5, le format du top 3 reste et ce schéma a continué jusqu'en 2001, où le classement final à 5 a été réinstauré.
- En 2000, la partie entrevue (interviews sur la vie des candidates) de la demi-finale a été discrètement abandonnée, seul le passage en maillot de bain et en robe de soirée est resté.
- En 2006, vingt demi-finalistes sont annoncées. Elles concourent en maillot de bain. Ce nombre est ensuite réduit à dix pour l'épreuve du défilé en robe du soir. Les cinq restantes sont annoncées. Elles font face à la « question finale » ou à une série d'entretiens. À la fin du concours, les participations des autres finalistes ont été annoncées et la gagnante couronnée par la miss sortante.
- Entre 2007 et 2015, le format a changé légèrement avec le top 15 ou top 16 passant en maillot de bain. Puis le top 10, dix candidates sélectionnées passent en robe du soir. La moitié des candidates est alors éliminée. Un top 5 est annoncé, une question différente est posée à chaque candidates, enfin une deuxième question est posée depuis 2014 au top 5 ou 3, cette fois la même question.
- En 2016, 13 candidates sont d'abord annoncées suivi d'une petite interview avec l'animateur. Puis 9 d'entre elles sont appelées, un reportage découvrant chaque des candidates dans leur quotidien, ensuite un top 6 est désigné, avec une question politique sur l'actualité. Enfin, les trois finalistes sont appelées et une question similaire posée aux trois finalistes.
- En 2017, 16 candidates sont d'abord annoncées, les 16 candidates, sont séparés en 4 groupes :
  - 4 du groupe Afrique & Asie Pacifique ;
  - 4 du groupe Europe ;
  - 4 du groupe Amérique.

Puis 4 autres candidates sont repêchées pour former le top 16. Les 16 défilent en maillot, puis le top 10 en robe de soirée, enfin un top 5 puis 3 répondent aux questions.
- En 2018, retour du Top 20, les 20 candidates, sont séparés en 4 groupes :
  - 5 du groupe Afrique & Asie Pacifique ;
  - 5 du groupe Europe ;
  - 5 du groupe Amérique.

Puis 5 autres candidates sont repêchées pour former le top 20. Les 20 candidates ont chacune 40 secondes pour faire un discours sur le sujet de leur choix, puis un Top 10 est annoncé.
Les 10 défilent en maillot, puis en robe de soirée, enfin un top 5 puis 3 répondent aux questions.

## Miss Univers et internet

### Vote des internautes
Depuis 2000, le top 10/15/16/13 inclut une candidate choisie par les internautes (voir tableau ci-dessous). En 2017, parmi les quatre candidates repêchées, le présentateur n'informe pas lesquelles sont les favorites du jury et celles du public, mais d'après les résultats Internet des pages Twitter, Instagram et du site Miss Univers. À ce jour, seulement deux favorites ont remporté le concours.
| Années | Candidate              | Pays                   | Classement final             |
| ------ | ---------------------- | ---------------------- | ---------------------------- |
| 2000   | Lara Dutta             | Inde                   | Miss Univers 2000            |
| 2001   | Agbani Darego          | Nigeria                | Top 10                       |
| 2002   | Oxana Fedorova         | Russie                 | Miss Univers 2002 (détrônée) |
| 2003   | Mariángel Ruiz         | Venezuela              | 1re dauphine                 |
| 2004   | Alba Reyes             | Porto Rico             | 2e dauphine                  |
| 2005   | Laura Elizondo         | Mexique                | 3e dauphine                  |
| 2006   | Kurara Chibana         | Japon                  | 1re dauphine                 |
| 2007   | Flaviana Matata        | Tanzanie               | Top 10                       |
| 2008   | Taliana Vargas         | Colombie               | 1re dauphine                 |
| 2009   | Ada de la Cruz         | République dominicaine | 1re dauphine                 |
| 2010   | Venus Raj              | Philippines            | 4e dauphine                  |
| 2011   | Laura Gonçalves        | Portugal               | Top 10                       |
| 2012   | Nicole Faverón         | Pérou                  | Top 16                       |
| 2013   | Ariella Arida          | Philippines            | 3e dauphine                  |
| 2014   | Desire Cordero Ferrer  | Espagne                | Top 10                       |
| 2015   | Flora Coquerel         | France                 | Top 5 (3e dauphine)          |
| 2016   | Chalita Suansane       | Thaïlande              | Top 6 (3e dauphine)          |
| 2017   | Rachel Peters          | Philippines            | Top 10                       |
| 2018   | H'Hen Niê              | Vietnam                | Top 5 (4e dauphine)          |
| 2019   | Júlia Horta            | Brésil                 | Top 20                       |
| 2020   | Khánh Vân Nguyễn Trần  | Vietnam                | Top 21                       |
| 2021   | Nguyễn Huỳnh Kim Duyên | Vietnam                | Top 16                       |
| 2022   | Payengxa Lor           | Laos                   | Top 16                       |
| 2023   | Michelle Marquez Dee   | Philippines            | Top 10                       |
| 2024   | Emilia Dides           | Chili                  | Top 12                       |

### Influenceuses sur les réseaux sociaux
Depuis l'émergence d'internet et des réseaux sociaux, les Miss Univers les utilisent pour assoir leur notoriété avant, pendant et après leur règne. Chacune partagent des contenus susceptibles d'être partagé et commenté par leur public. Elles sont notamment actives sur Instagram, réseau social de partage de photos. À noter que sur les 15 dernières éditions, seules Leila Lopes, Miss Univers 2011, R'Bonney Gabriel, Miss Univers 2022, et Victoria Kjær Theilvig, Miss Univers 2024 possèdent moins de 1 million d'abonnés sur ce réseau.
Les Miss Univers ayant plus de 1 million d'abonnés :
- Pia Wurtzbach :  15 millions d'abonnés - Miss Univers 2015
- Catriona Gray : 13.8 millions d'abonnés - Miss Univers 2018
- Sushmita Sen : 8 millions d'abonnés - Miss Univers 1994
- Paulina Vega : 6.2 millions d'abonnés - Miss Univers 2014
- Olivia Culpo : 6 millions d'abonnés - Miss Univers 2012
- Harnaaz Sandhu : 4.4 millions d'abonnés - Miss Univers 2021
- Iris Mittenaere : 3.4 millions d'abonnés - Miss Univers 2016
- Ximena Navarrete : 3 millions d'abonnés - Miss Univers 2010
- Zozibini Tunzi : 2.8 millions  d'abonnés - Miss Univers 2019
- Zuleyka Rivera : 2.2 millions d'abonnés - Miss Univers 2006
- Alicia Machado : 2.1 millions d'abonnés - Miss Univers 1996
- Andrea Meza : 2.1 millions d'abonnés - Miss Univers 2020
- Dayana Mendoza : 2 millions d'abonnés - Miss Univers 2008
- Sheynnis Palacios : 2 millions d'abonnés - Miss Univers 2023
- Dayanara Torres - 2 millions d'abonnés - Miss Univers 1993
- Stéfania Fernandez : 2 millions d'abonnés - Miss Univers 2009
- Demi-Leigh Nel-Peters : 1.7 million d'abonnés - Miss Univers 2017
- Amelia Vega : 1.6 million d'abonnés - Miss Univers 2003
- Lara Dutta : 1.4 million d'abonnés - Miss Univers 2000
- María Gabriela Isler : 1.1 million d'abonnés - Miss Univers 2013

## Présentateurs, commentateurs et artistes présents à la cérémonie
Voici la liste des présentateurs, commentateurs et artistes des dernières élections de Miss Univers depuis 1998.
| Années | Maîtres de cérémonies | Maîtres de cérémonies        | Commentateurs                                      | Commentateurs                                      | Artistes                                                                             |
| ------ | --------------------- | ---------------------------- | -------------------------------------------------- | -------------------------------------------------- | ------------------------------------------------------------------------------------ |
| 1998   | Jack Wagner           | Jack Wagner                  | Julie Moran                                        | Ali Landry                                         | K-Ci & JoJo                                                                          |
| 1999   | Jack Wagner           | Jack Wagner                  | Julie Moran                                        | Ali Landry                                         | Julio Iglesias Jr                                                                    |
| 2000   | Sinbad                | Sinbad                       | Julie Moran                                        | Ali Landry                                         | Elvis Crespo, Montell Jordan, Dave Koz et Anna Vissi                                 |
| 2001   | Elle Macpherson       | Naomi Campbell               | Brook Lee                                          | Brook Lee                                          | Ricky Martin et La Ley                                                               |
| 2002   | Phil Simms            | Daisy Fuentes                | Brook Lee                                          | Brook Lee                                          | Marc Anthony                                                                         |
| 2003   | Billy Bush            | Daisy Fuentes                | Brook Lee                                          | Brook Lee                                          | Bond et Chayanne                                                                     |
| 2004   | Billy Bush            | Daisy Fuentes                | Brook Lee                                          | Brook Lee                                          | Gloria Estefan                                                                       |
| 2005   | Billy Bush            | Nancy O'Dell                 | Brook Lee                                          | Brook Lee                                          | Seal                                                                                 |
| 2006   | Carlos Ponce          | Nancy O'Dell                 | Shandi Finnessey                                   | Carson Kressley                                    | Chelo et Vittorio Grigolo                                                            |
| 2007   | Vanessa Minnillo      | Mario López                  | -                                                  | -                                                  | RBD                                                                                  |
| 2008   | Jerry Springer        | Melanie Brown                | -                                                  | -                                                  | Lady Gaga                                                                            |
| 2009   | Billy Bush            | Claudia Jordan               | -                                                  | -                                                  | Heidi Montag, Flo Rida, David Guetta et Kelly Rowland                                |
| 2010   | Bret Michaels         | Natalie Morales              | -                                                  | -                                                  | Cirque du Soleil et John Legend & The Roots                                          |
| 2011   | Andy Cohen            | Natalie Morales              | Shandi Finnessey                                   | Jeannie Mai                                        | Claudia Leitte et Bebel Gilberto                                                     |
| 2012   | Andy Cohen            | Giuliana Rancic              | Jeannie Mai                                        | Jeannie Mai                                        | Train et Tim Omaji                                                                   |
| 2013   | Thomas Robert         | Melanie Brown                | Jeannie Mai                                        | Jeannie Mai                                        | Emin, Panic! at the Disco et Steven Tyler                                            |
| 2014   | Thomas Robert         | Natalie Morales              | Jeannie Mai                                        | Jeannie Mai                                        | Mark Ronson, Bruno Mars, Prince Royce, Nick Jonas et Gavin DeGraw                    |
| 2015   | Steve Harvey          | Steve Harvey                 | Roselyn Sanchez                                    | Roselyn Sanchez                                    | Charlie Puth, The Band Perry et Seal                                                 |
| 2016   | Steve Harvey          | Steve Harvey                 | Ashley Graham                                      | Ashley Graham                                      | Flo Rida, Boyz II Men                                                                |
| 2017   | Steve Harvey          | Steve Harvey                 | Ashley Graham                                      | Ashley Graham                                      | Fergie, Rachel Platten                                                               |
| 2018   | Steve Harvey          | Steve Harvey                 | Ashley Graham                                      | Ashley Graham                                      | Ne-Yo                                                                                |
| 2019   | Steve Harvey          | Steve Harvey                 | Vanessa Lachey                                     | Olivia Culpo                                       | Ally Brooke                                                                          |
| 2020   | Mario López           | Olivia Culpo                 | Cheslie Kryst, Demi-Leigh Nel-Peters, Paulina Vega | Cheslie Kryst, Demi-Leigh Nel-Peters, Paulina Vega | Luis Fonsi                                                                           |
| 2021   | Steve Harvey          | Steve Harvey                 | Cheslie Kryst, Carson Kressley                     | Cheslie Kryst, Carson Kressley                     | Noa Kirel, JoJo                                                                      |
| 2022   | Olivia Culpo          | Jeannie Mai                  | Catriona Gray                                      | Zuri Hall                                          | Yolanda Adams, Tank and the Bangas, Amanda Shaw, Big Sam’s Funky Nation, Big Freedia |
| 2023   | Olivia Culpo          | Jeannie Mai & Maria Menounos | Catriona Gray                                      | Zuri Hall                                          | John Legend                                                                          |
| 2024   | Olivia Culpo          | Mario López                  | Catriona Gray                                      | Zuri Hall                                          | Robin Thicke, Emilio Estefan, Taboo                                                  |

## Organisation

### Propriétaire
Le concours a été fondé en 1952 par la compagnie californienne de maillots de bains Pacifique Mills. Le concours a fait partie de Kayser-Roth puis de Gulf and Western Industries.
De 1996 à 2014, ce concours est organisé par Donald Trump associé depuis 2002 à la chaîne de télévision américaine NBC détenant la quasi-totalité de la société Miss Universe Organisation.
En septembre 2015, Donald Trump rachète la totalité des parts avant de revendre trois jours plus tard la société au groupe WME/IMG. L'actuelle présidente de Miss Universe Organisation est Paula Shugart.
En 2022, JKN Global Group devient le propriétaire de la marque.

### Pays hôte
| Nombre d'élections | Pays                   | Année(s) |
| ------------------ | ---------------------- | --- |
| 41                 | États-Unis             | 1952, 1953, 1954, 1955, 1956, 1957, 1958, 1959, 1960, 1961, 1962, 1963, 1964, 1965, 1966, 1967, 1968, 1969, 1970, 1971, 1972, 1981, 1983, 1984, 1985, 1990, 1991, 1996, 1997, 1998, 2001, 2002, 2006, 2010, 2012, 2014, 2015, 2017, 2019, 2020, 2022 |
| 5                  | Mexique                | 1978, 1989, 1993, 2007, 2024 |
| 4                  | Thaïlande              | 1992, 2005, 2018, 2025 |
| 3                  | Philippines            | 1974, 1994, 2016 |
| 2                  | Salvador               | 1975, 2023 |
| 2                  | Panama                 | 1986, 2003 |
| 1                  | Israël                 | 2021 |
| 1                  | Russie                 | 2013 |
| 1                  | Brésil                 | 2011 |
| 1                  | Bahamas                | 2009 |
| 1                  | Vietnam                | 2008 |
| 1                  | Équateur               | 2004 |
| 1                  | Chypre                 | 2000 |
| 1                  | Trinité-et-Tobago      | 1999 |
| 1                  | Namibie                | 1995 |
| 1                  | Taïwan                 | 1988 |
| 1                  | Singapour              | 1987 |
| 1                  | Pérou                  | 1982 |
| 1                  | Corée du Sud           | 1980 |
| 1                  | Australie              | 1979 |
| 1                  | République dominicaine | 1977 |
| 1                  | Royaume-Uni            | 1976 |
| 1                  | Grèce                  | 1973 |

## Le concours aujourd'hui
L'entreprise Miss Univers se situe à New York et est présidée par Paula Shugart. FOX diffuse depuis 2014 l'élection de Miss Univers. L'organisation vend les droits de télévision pour le concours de beauté dans d'autres pays, et produit également Miss USA et Miss Teen USA. La gagnante de Miss USA va concourir pour le titre de Miss Univers la même année.

### Sélections des candidates
Chaque année, les organisateurs du concours Miss Univers reçoivent des offres de plusieurs concours nationaux qui souhaitent avoir la candidate officielle pour leur pays. Cela permet la concurrence entre les différentes organisations étrangères pour la représentante d'un pays, comme ce fut le cas, par exemple, pour Miss Italie et Miss France, lorsque les licences de leurs organisations traditionnelles ont été révoquées (l'habituel concours Miss France ayant été refusé en 2003, Miss France 2003 Corinne Coman, n'avait pas pu participer au concours)[incompréhensible].
En règle générale, les candidates sont désignées à l'issue d'une grande compétition nationale, mais cela n'a pas toujours été le cas. Par exemple, en 2000, la candidate de l'Australie était issue d'une agence de mannequins. Ces « combines » sont généralement découragées par l'organisation Miss Univers, qui préfère les concours nationaux qui préservent une aura de respectabilité et de concurrence. Pourtant, en dépit d'être « non reconnue », Miss Australie, Jennifer Hawkins a été choisie comme Miss Univers 2004. Une année plus tard, l'Australie a relancé son concours national et a choisi Michelle Guy comme Miss Univers Australie 2005.
Quelques-uns des concours nationaux les plus réussis de la dernière décennie ont été Miss Venezuela, Miss États-Unis, Miss Porto Rico et Miss France, qui suscitent toujours un grand intérêt et une forte audience télévisuelle dans leurs pays respectifs. Depuis le début des années 2010, Miss Philippines, Miss Thaïlande, Miss Colombie et Miss Afrique du Sud suscitent un fort intérêt également dans leur pays.
Les récentes arrivées dans le concours comprennent le Népal, le Cambodge, le Laos (2017), l'Arménie, le Kirghizistan et la Mongolie (2018). Il y a eu aussi des efforts pour relancer des concours nationaux en Afrique et dans les Caraïbes. Il y a continuellement des efforts fournis pour élargir le concours Miss Univers mais la participation de certains pays comme le Maroc et l'Irak s'est avérée difficile, notamment en raison de barrières culturelles vis-à-vis de l'épreuve en maillot de bain, tandis que d'autres tels que le Mozambique, la Côte d'Ivoire et le Kenya ont hésité à envoyer des représentantes en raison du coût. En 2019, seuls trois pays ont été présents à chaque élection depuis sa création en 1952 : le Canada, la France, et l'Allemagne.
Plusieurs pays de l'Europe de l'Est permettent à des jeunes femmes âgées de seulement 17 ans de participer à leurs concours nationaux, tandis que pour Miss Univers, l'âge minimum requis est de 18 ans ; ainsi certaines gagnantes de titres nationaux doivent souvent être remplacées par leurs finalistes.
Miss Univers interdisait auparavant les candidates transgenres. Lors de l'élection de Miss Univers 2018, la Miss Espagne Ángela Ponce devient la première femme trans candidate. Elle est aussi la première Miss trans de son pays.

### Déroulement de l'élection
Lors de la cérémonie et selon un rituel bien rodé[non neutre], les candidates défilent tout d'abord en maillot de bain puis en robe de soirée, et se prêtent au jeu des questions-réponses avec les membres du jury (célébrités, personnalités de l'industrie du spectacle, anciennes Miss Univers, etc.).

## Lauréates
| Année | Participantes | Nom de la gagnante          | Territoire gagnant     | Pays organisateur       | Ville hôte                     | Salle de l'élection                        |
| ----- | ------------- | --------------------------- | ---------------------- | ----------------------- | ------------------------------ | ------------------------------------------ |
| 1952  | 30            | Armi Kuusela                | Finlande               | États-Unis              | Long Beach, Californie         | Long Beach Municipal Auditorium            |
| 1953  | 26            | Christiane Martel           | France                 | États-Unis              | Long Beach, Californie         | Long Beach Municipal Auditorium            |
| 1954  | 33            | Miriam Stevenson            | États-Unis             | États-Unis              | Long Beach, Californie         | Long Beach Municipal Auditorium            |
| 1955  | 33            | Hillevi Rombin              | Suède                  | États-Unis              | Long Beach, Californie         | Long Beach Municipal Auditorium            |
| 1956  | 30            | Carol Morris                | États-Unis             | États-Unis              | Long Beach, Californie         | Long Beach Municipal Auditorium            |
| 1957  | 33            | Gladys Zender               | Pérou                  | États-Unis              | Long Beach, Californie         | Long Beach Municipal Auditorium            |
| 1958  | 36            | Luz Marina Zuluaga          | Colombie               | États-Unis              | Long Beach, Californie         | Long Beach Municipal Auditorium            |
| 1959  | 34            | Akiko Kojima                | Japon                  | États-Unis              | Long Beach, Californie         | Long Beach Municipal Auditorium            |
| 1960  | 43            | Linda Bement                | États-Unis             | États-Unis              | Miami Beach, Floride           | Miami Beach Auditorium                     |
| 1961  | 48            | Marlene Schmidt             | Allemagne              | États-Unis              | Miami Beach, Floride           | Miami Beach Auditorium                     |
| 1962  | 51            | Norma Nolan                 | Argentine              | États-Unis              | Miami Beach, Floride           | Miami Beach Auditorium                     |
| 1963  | 50            | Iêda Maria Vargas           | Brésil                 | États-Unis              | Miami Beach, Floride           | Miami Beach Auditorium                     |
| 1964  | 59            | Corinna Tsopei              | Grèce                  | États-Unis              | Miami Beach, Floride           | Miami Beach Auditorium                     |
| 1965  | 57            | Apasra Hongsakula           | Thaïlande              | États-Unis              | Miami Beach, Floride           | Miami Beach Auditorium                     |
| 1966  | 58            | Margareta Arvidsson         | Suède                  | États-Unis              | Miami Beach, Floride           | Miami Beach Auditorium                     |
| 1967  | 56            | Sylvia Hitchcock            | États-Unis             | États-Unis              | Miami Beach, Floride           | Miami Beach Auditorium                     |
| 1968  | 65            | Martha Vasconcellos         | Brésil                 | États-Unis              | Miami Beach, Floride           | Miami Beach Auditorium                     |
| 1969  | 61            | Gloria Diaz                 | Philippines            | États-Unis              | Miami Beach, Floride           | Miami Beach Auditorium                     |
| 1970  | 64            | Marisol Malaret             | Porto Rico             | États-Unis              | Miami Beach, Floride           | Miami Beach Auditorium                     |
| 1971  | 60            | Georgina Rizk               | Liban                  | États-Unis              | Miami Beach, Floride           | Miami Beach Auditorium                     |
| 1972  | 61            | Kerry Anne Wells            | Australie              | États-Unis              | Dorado, Porto Rico             | Cerromar Beach Hotel                       |
| 1973  | 61            | Margarita Moran             | Philippines            | Grèce                   | Athènes                        | Odéon d'Hérode Atticus                     |
| 1974  | 65            | Amparo Muñoz                | Espagne                | Philippines             | Manille                        | Folk & Arts Theatre                        |
| 1975  | 71            | Anne Marie Pohtamo          | Finlande               | Salvador                | San Salvador                   | National Gymnasium                         |
| 1976  | 72            | Rina Mor                    | Israël                 | Hong Kong (Royaume-Uni) | Hong Kong                      | Lee Theatre                                |
| 1977  | 80            | Janelle Commissiong         | Trinité-et-Tobago      | République dominicaine  | Saint-Domingue                 | National Palace                            |
| 1978  | 75            | Margaret Gardiner           | Afrique du Sud         | Mexique                 | Acapulco                       | Centro de Convenciones de Acapulco         |
| 1979  | 75            | Maritza Sayalero Fernández  | Venezuela              | Australie               | Perth                          | Perth Entertainment Centre                 |
| 1980  | 69            | Shawn Weatherly             | États-Unis             | Corée du Sud            | Séoul                          | Sejong Centre                              |
| 1981  | 77            | Irene Sáez                  | Venezuela              | États-Unis              | New York, New York             | Minskoff Theatre                           |
| 1982  | 77            | Karen Dianne Baldwin        | Canada                 | Pérou                   | Lima                           | Coliseum Amauta                            |
| 1983  | 80            | Lorraine Downes             | Nouvelle-Zélande       | États-Unis              | Saint-Louis, Missouri          | Kiel Auditorium                            |
| 1984  | 81            | Yvonne Ryding               | Suède                  | États-Unis              | Miami, Floride                 | James L. Knight Convention Centre          |
| 1985  | 79            | Deborah Carthy-Deu          | Porto Rico             | États-Unis              | Miami, Floride                 | James L. Knight Convention Centre          |
| 1986  | 77            | Bárbara Palacios            | Venezuela              | Panama                  | Panama                         | ATLAPA Convention Centre                   |
| 1987  | 68            | Cecilia Bolocco             | Chili                  | Singapour               | Singapour                      | World Trade Centre                         |
| 1988  | 66            | Porntip Nakhirunkanok       | Thaïlande              | Taïwan                  | Taipei                         | Stade Linkou                               |
| 1989  | 76            | Angela Visser               | Pays-Bas               | Mexique                 | Cancún                         | Fiesta Americana Condesa Hotel             |
| 1990  | 71            | Mona Grudt                  | Norvège                | États-Unis              | Los Angeles, Californie        | Shubert Theatre                            |
| 1991  | 73            | Lupita Jones                | Mexique                | États-Unis              | Las Vegas, Nevada              | Aladdin Theatre                            |
| 1992  | 78            | Michelle McLean             | Namibie                | Thaïlande               | Bangkok                        | Queen Sirikit National Convention Centre   |
| 1993  | 79            | Dayanara Torres             | Porto Rico             | Mexique                 | Mexico                         | Auditorio Nacional                         |
| 1994  | 77            | Sushmita Sen                | Inde                   | Philippines             | Manille                        | Philippine International Convention Centre |
| 1995  | 82            | Chelsi Smith                | États-Unis             | Namibie                 | Windhoek                       | Windhoek Country Club Resort               |
| 1996  | 79            | Alicia Machado              | Venezuela              | États-Unis              | Las Vegas, Nevada              | Aladdin Theatre                            |
| 1997  | 74            | Brook Lee                   | États-Unis             | États-Unis              | Miami Beach, Floride           | Miami Beach Convention Centre              |
| 1998  | 81            | Wendy Fitzwilliam           | Trinité-et-Tobago      | États-Unis              | Honolulu, Hawaï                | Stan Sheriff Center                        |
| 1999  | 84            | Mpule Kwelagobe             | Botswana               | Trinité-et-Tobago       | Chaguaramas                    | The Universe Centre                        |
| 2000  | 79            | Lara Dutta                  | Inde                   | Chypre                  | Nicosie                        | Eleftheria Indoor Hall (en)                |
| 2001  | 77            | Denise Quiñones             | Porto Rico             | États-Unis              | Bayamón, Porto Rico            | Coliseo Rubén Rodríguez (en)               |
| 2002  | 75            | Oksana Fiodorova (détrônée) | Russie                 | États-Unis              | San Juan, Porto Rico           | Roberto Clemente Coliseum (en)             |
| 2002  | 75            | Justine Pasek (remplaçante) | Panama                 | États-Unis              | San Juan, Porto Rico           | Roberto Clemente Coliseum (en)             |
| 2003  | 71            | Amelia Vega                 | République dominicaine | Panama                  | Panama                         | Figali Convention Center (en)              |
| 2004  | 80            | Jennifer Hawkins            | Australie              | Équateur                | Quito                          | CEMEXPO (es)                               |
| 2005  | 81            | Natalie Glebova             | Canada                 | Thaïlande               | Bangkok                        | Impact                                     |
| 2006  | 86            | Zuleyka Rivera              | Porto Rico             | États-Unis              | Los Angeles, Californie        | Shrine Auditorium                          |
| 2007  | 77            | Riyo Mori                   | Japon                  | Mexique                 | Mexico                         | Auditorio Nacional                         |
| 2008  | 80            | Dayana Mendoza              | Venezuela              | Vietnam                 | Nha Trang                      | Crown Convention Centre                    |
| 2009  | 84            | Stefanía Fernández          | Venezuela              | Bahamas                 | Nassau                         | Atlantis Paradise Island                   |
| 2010  | 83            | Ximena Navarrete            | Mexique                | États-Unis              | Las Vegas, Nevada              | Mandalay Bay Events Center                 |
| 2011  | 89            | Leila Lopes                 | Angola                 | Brésil                  | São Paulo                      | Credicard Hall                             |
| 2012  | 89            | Olivia Culpo                | États-Unis             | États-Unis              | Las Vegas, Nevada              | Planet Hollywood Resort and Casino         |
| 2013  | 86            | María Gabriela Isler        | Venezuela              | Russie                  | Moscou                         | Crocus City Hall                           |
| 2014  | 88            | Paulina Vega                | Colombie               | États-Unis              | Doral, Floride                 | Ocean Bank Convocation Center (en)         |
| 2015  | 80            | Pia Wurtzbach               | Philippines            | États-Unis              | Las Vegas, Nevada              | The Axis Theater                           |
| 2016  | 86            | Iris Mittenaere             | France                 | Philippines             | Manille                        | Mall of Asia Arena                         |
| 2017  | 92            | Demi-Leigh Nel-Peters       | Afrique du Sud         | États-Unis              | Las Vegas, Nevada              | Planet Hollywood Resort and Casino         |
| 2018  | 94            | Catriona Gray               | Philippines            | Thaïlande               | Bangkok                        | Impact                                     |
| 2019  | 90            | Zozibini Tunzi              | Afrique du Sud         | États-Unis              | Atlanta, Géorgie               | Tyler Perry Studios                        |
| 2020  | 74            | Andrea Meza                 | Mexique                | États-Unis              | Hollywood, Floride             | Seminole Hard Rock Hotel & Casino (en)     |
| 2021  | 80            | Harnaaz Sandhu              | Inde                   | Israël                  | Eilat                          | Isrotel Yam Surf                           |
| 2022  | 83            | R'Bonney Gabriel            | États-Unis             | États-Unis              | La Nouvelle-Orléans, Louisiane | Palais des Congrès Ernest N. Morial        |
| 2023  | 84            | Sheynnis Palacios           | Nicaragua              | Salvador                | San Salvador                   | National Gymnasium                         |
| 2024  | 125           | Victoria Kjær Theilvig      | Danemark               | Mexique                 | Mexico                         | Arena Ciudad de México                     |

### Galerie

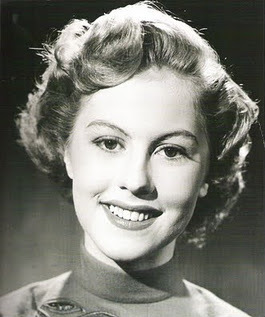
Miss Univers 1952 Armi Kuusela
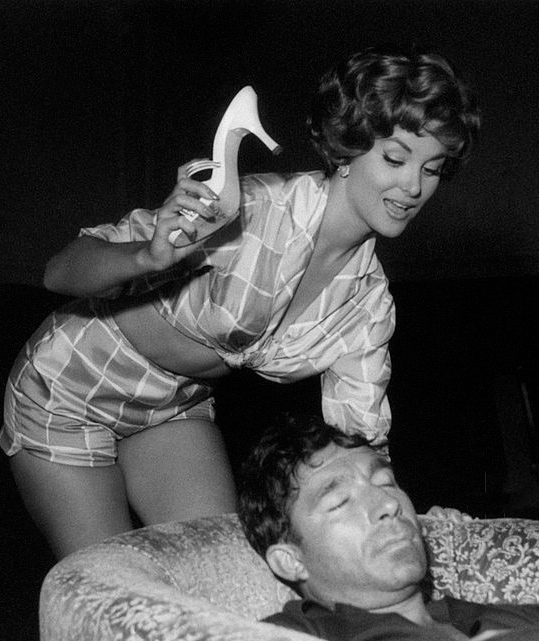
Miss Univers 1953 Christiane Martel
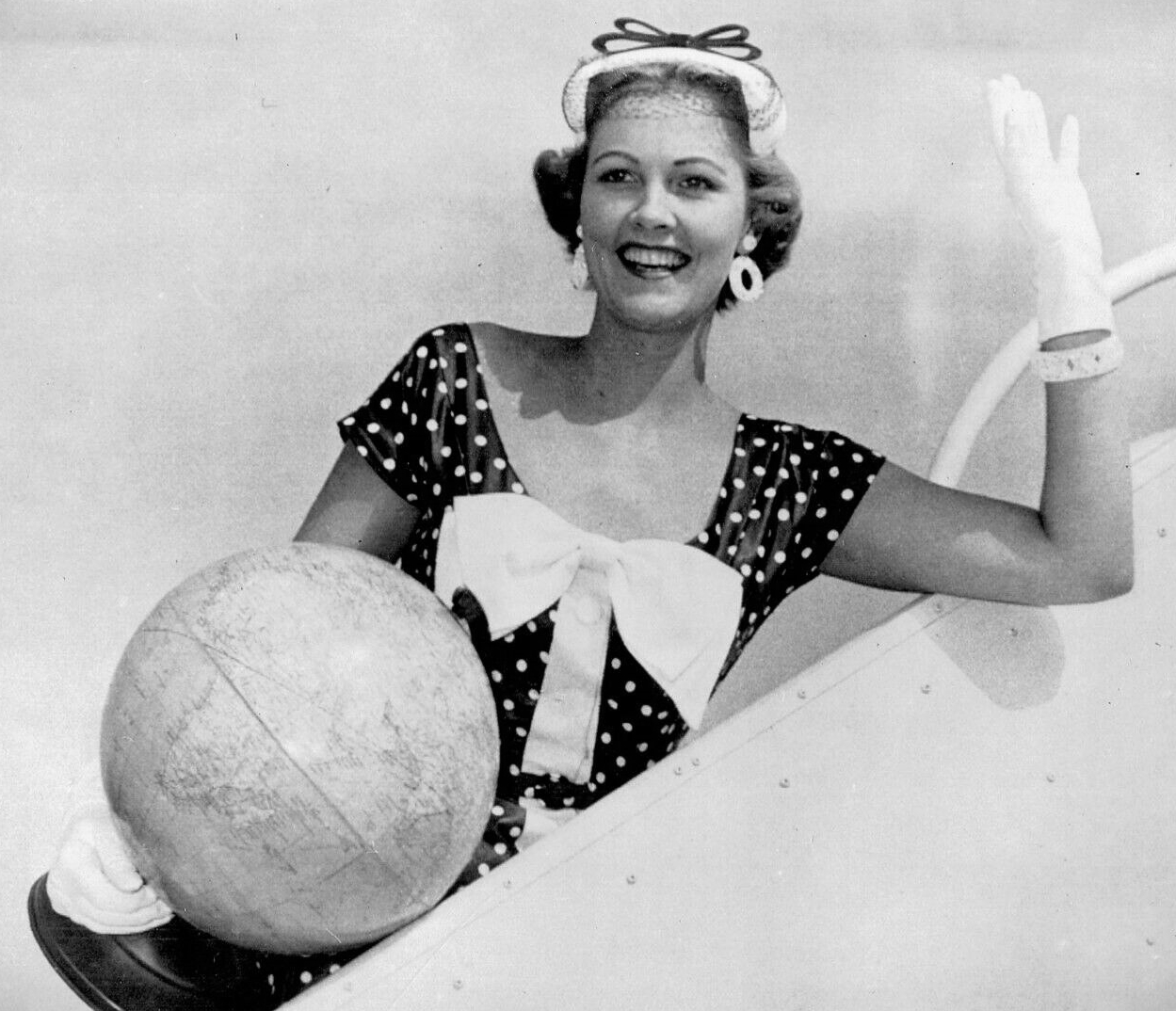
Miss Univers 1954 Miriam Stevenson
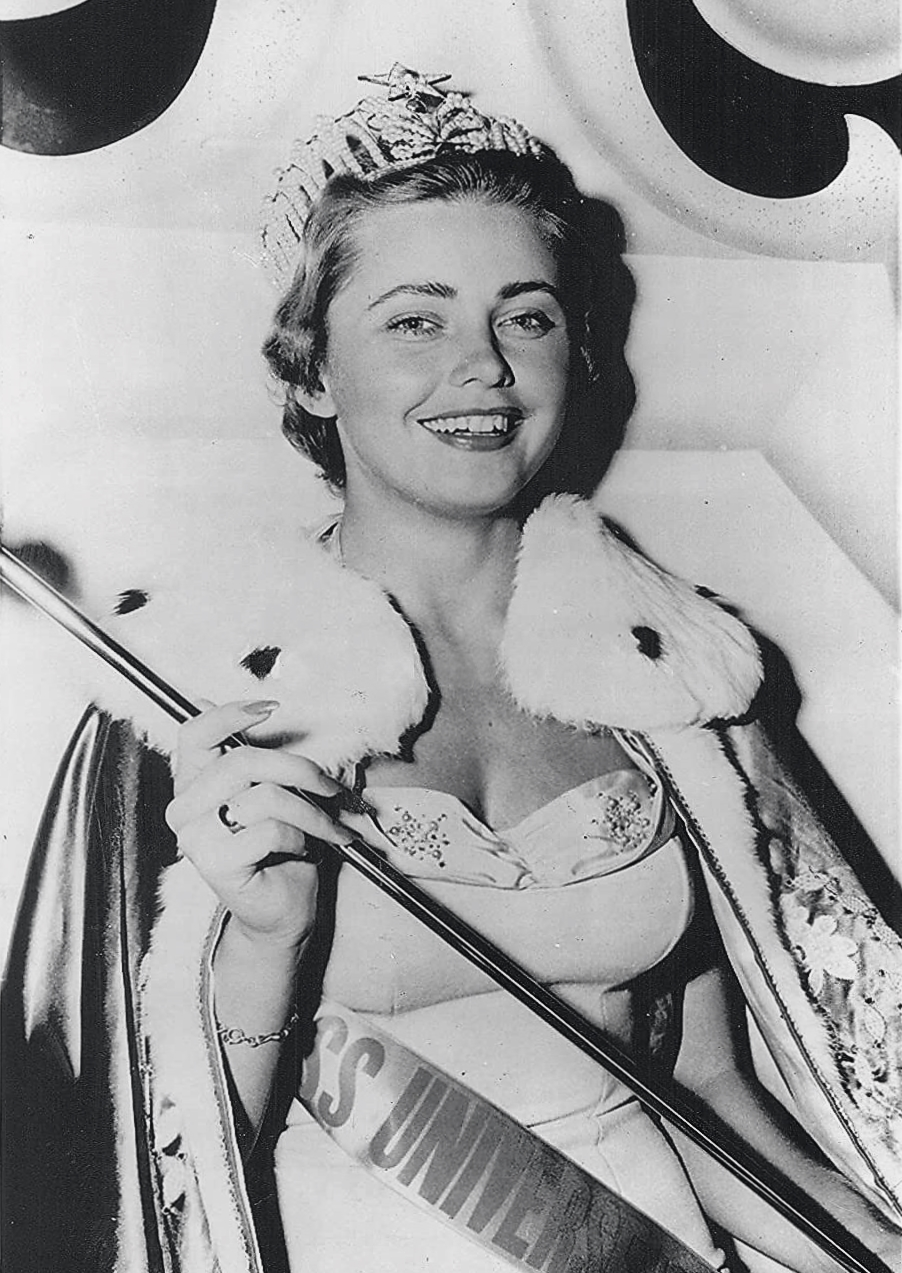
Miss Univers 1955 Hillevi Rombin
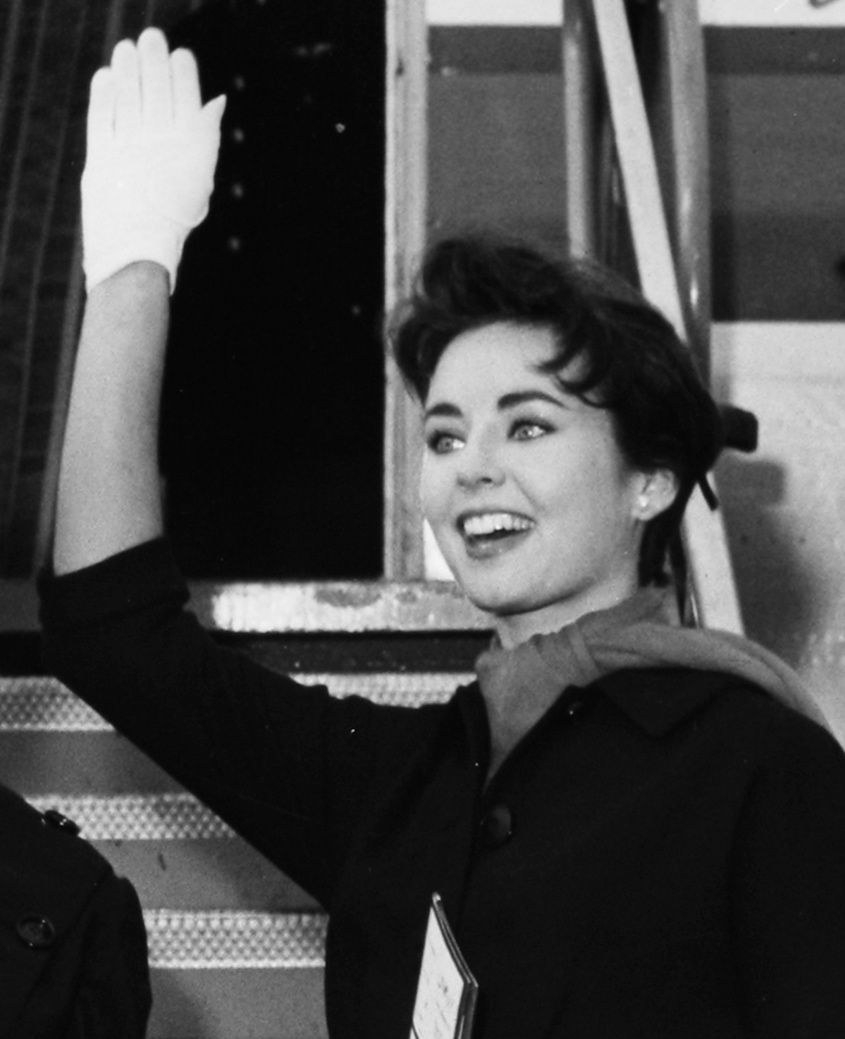
Miss Univers 1956 Carol Morris
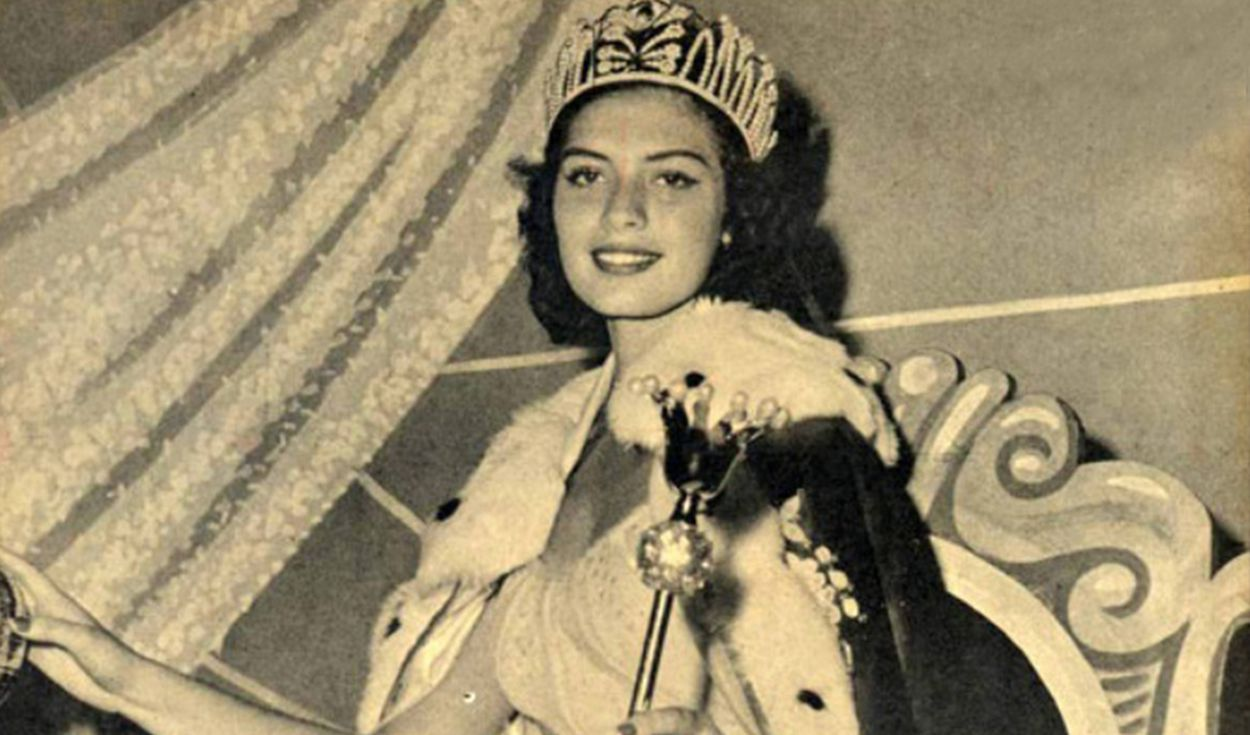
Miss Univers 1957 Gladys Zender
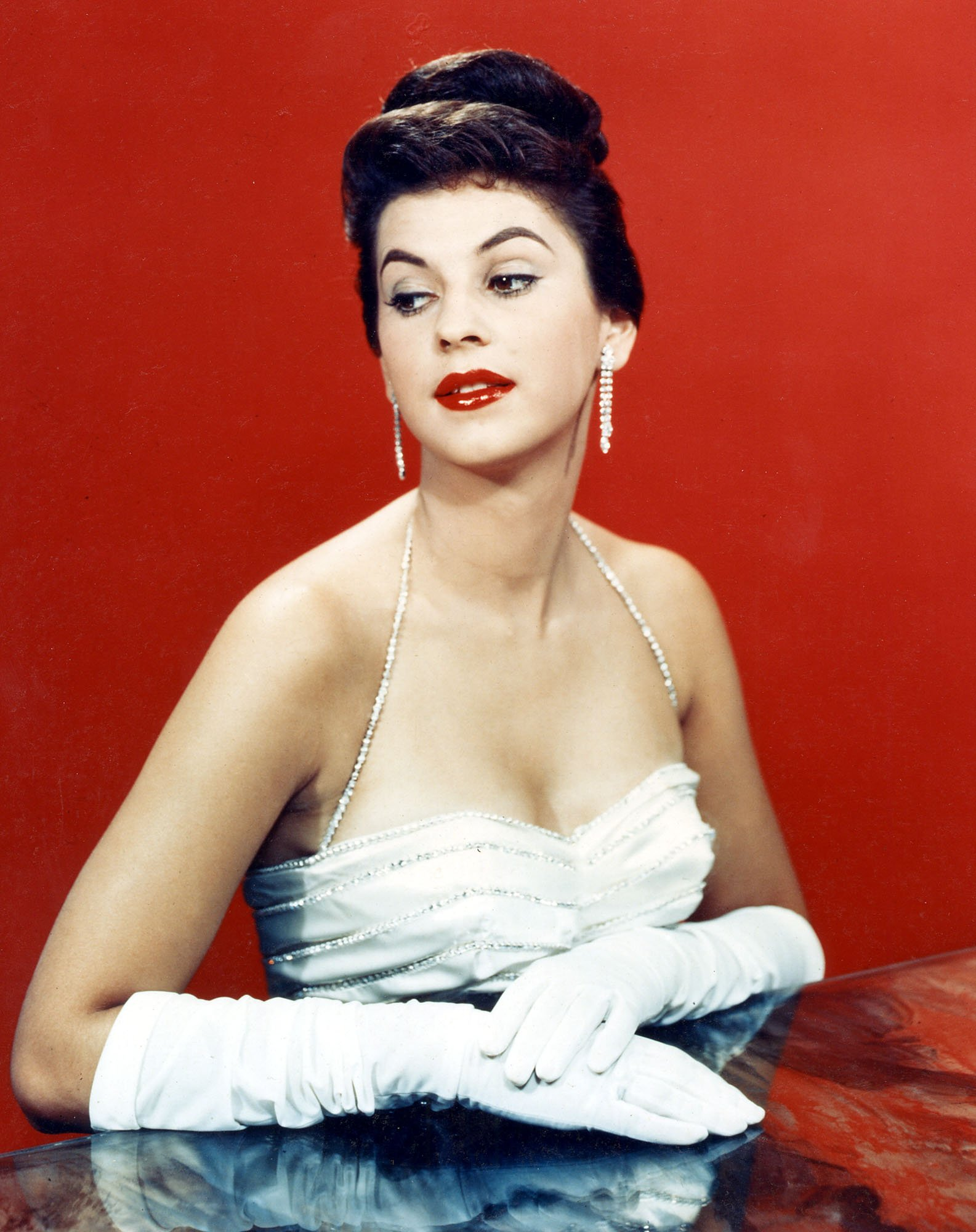
Miss Univers 1958 Luz Marina Zuluaga
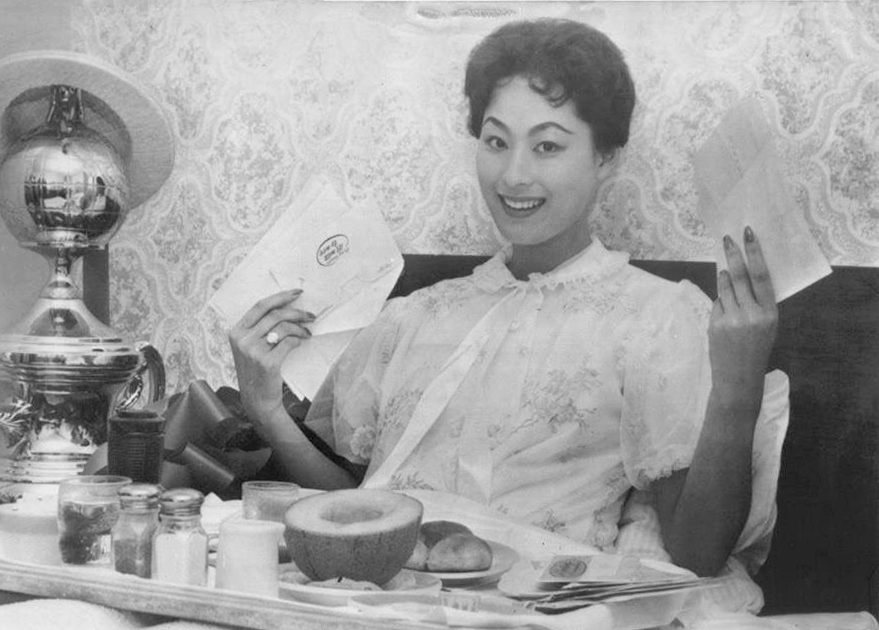
Miss Univers 1959 Akiko Kojima
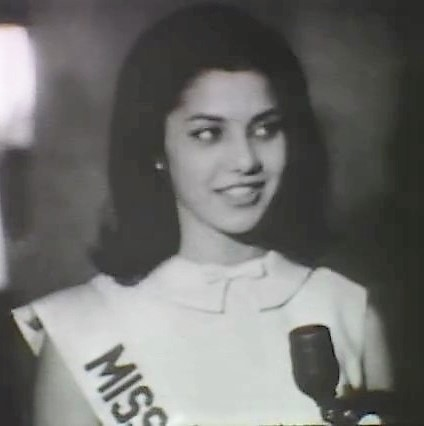
Miss Univers 1963 Iêda Maria Vargas
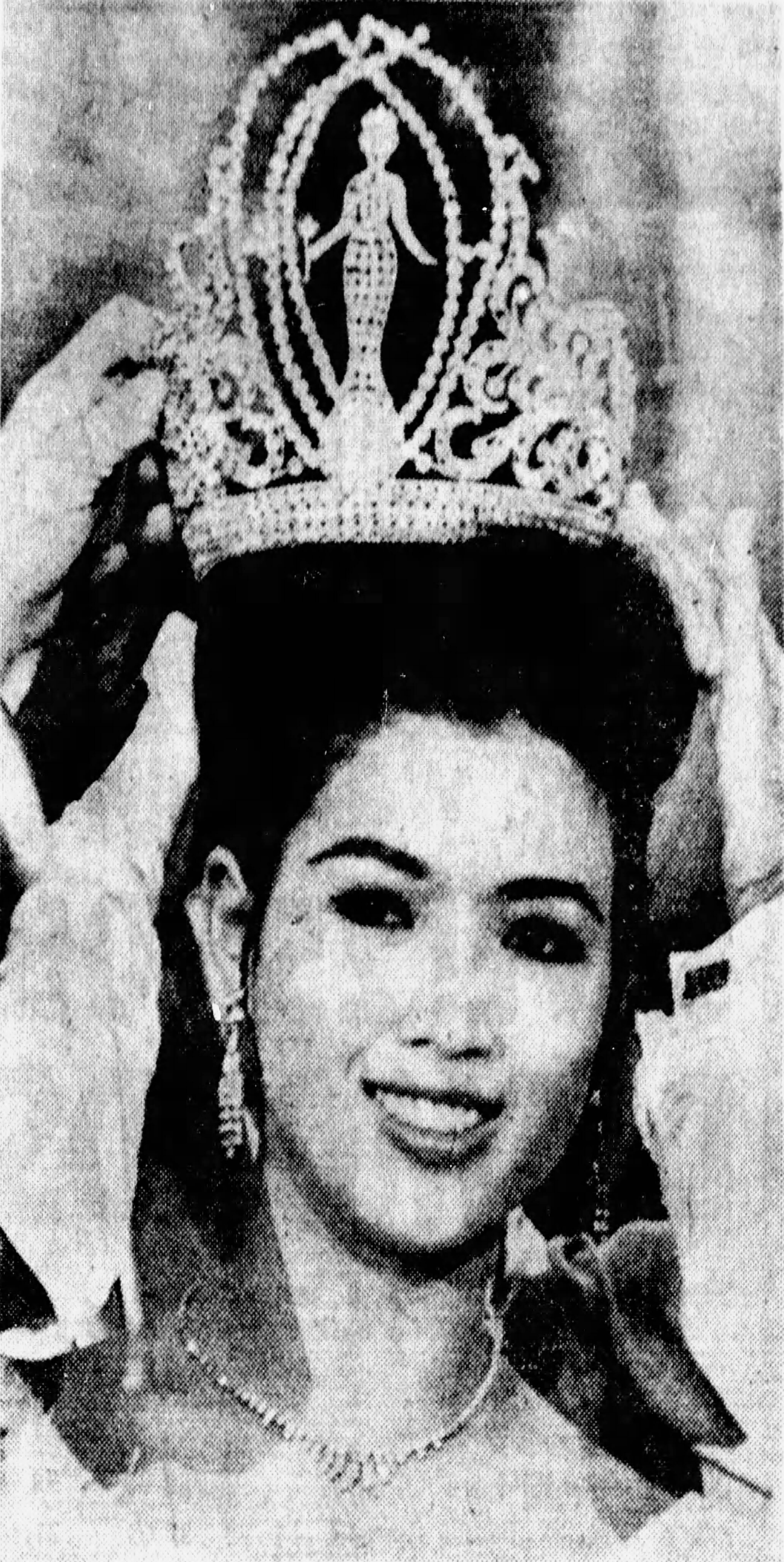
Miss Univers 1965 Apasra Hongsakula
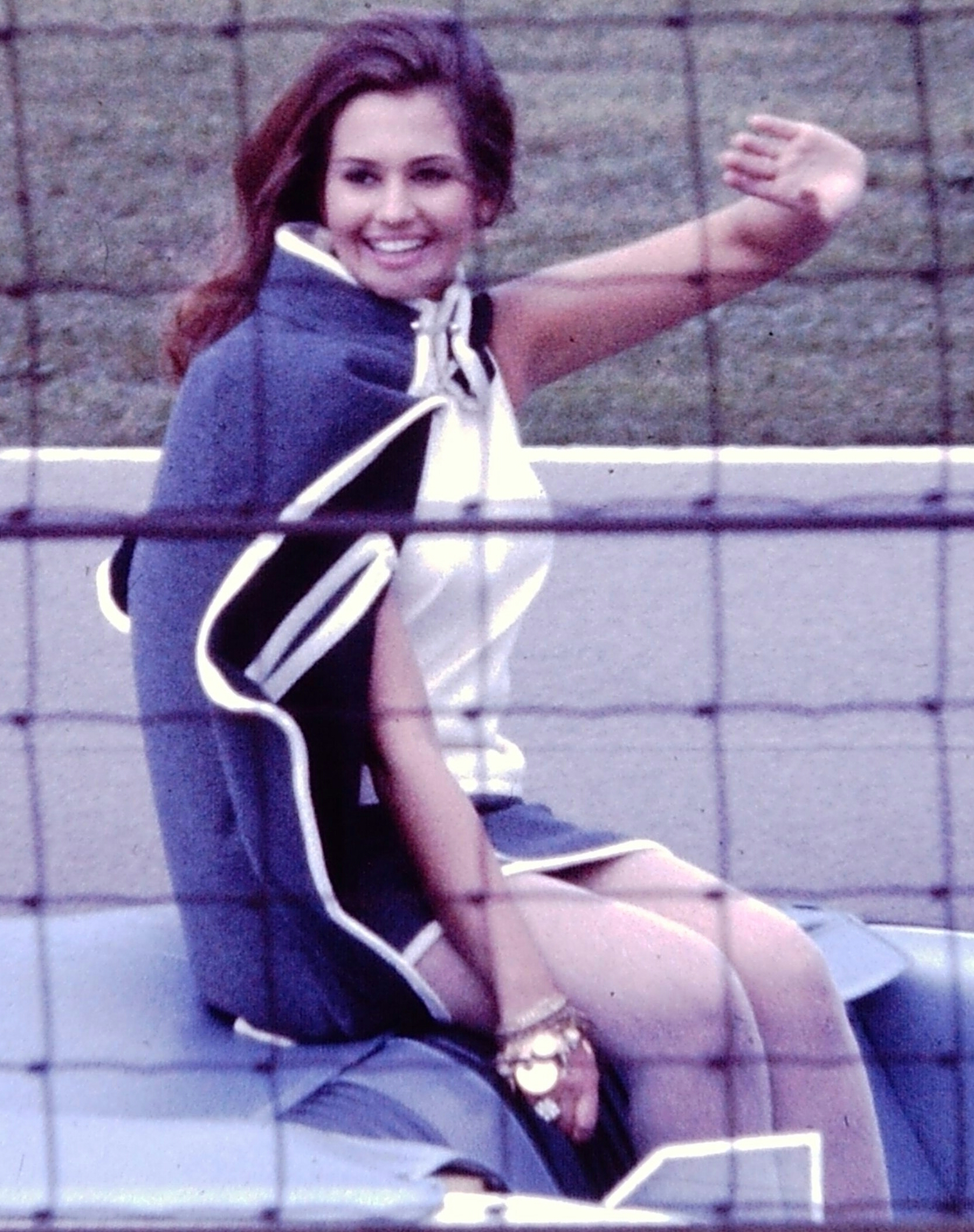
Miss Univers 1967 Sylvia Hitchcock
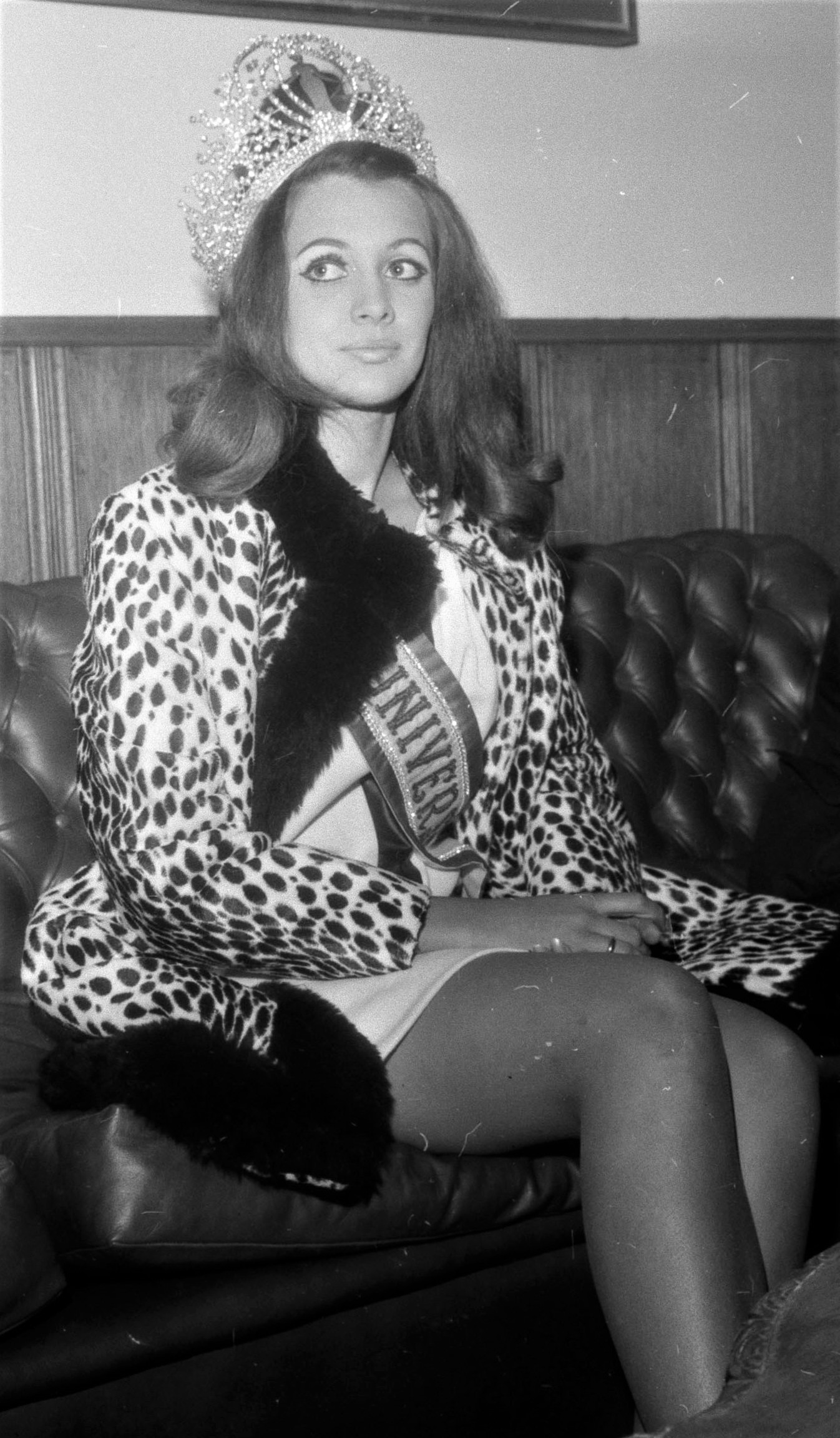
Miss Univers 1968 Martha Vasconcellos
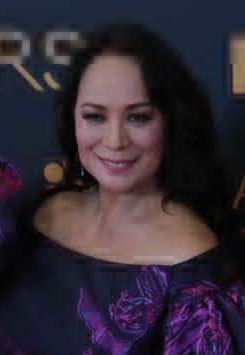
Miss Univers 1969 Gloria Diaz
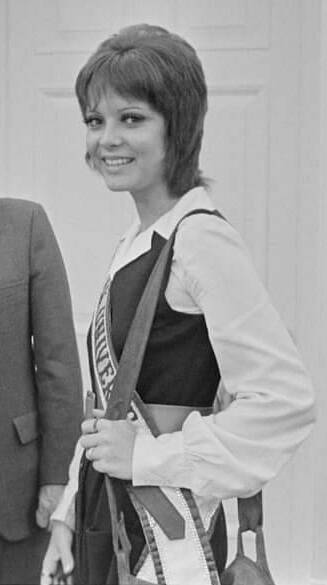
Miss Univers 1970 Marisol Malaret
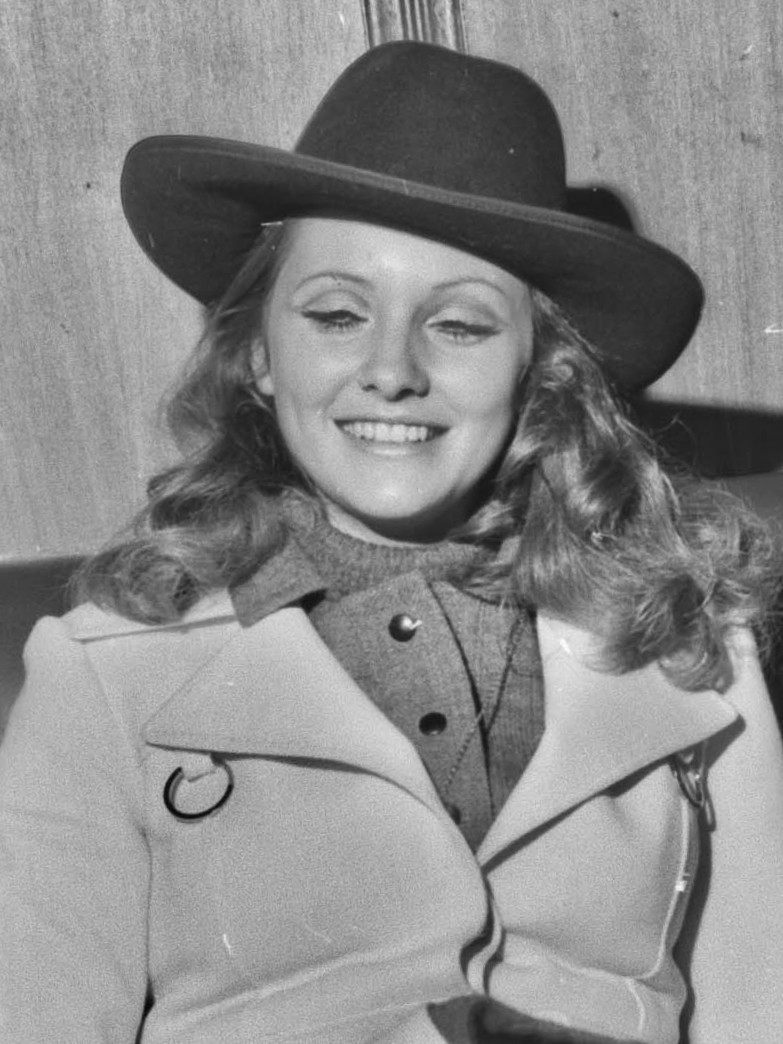
Miss Univers 1971 Georgina Rizk
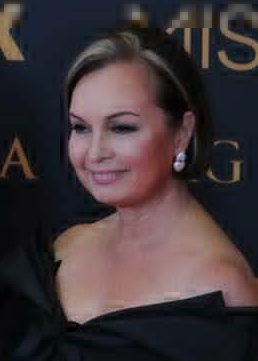
Miss Univers 1973 Margarita Moran
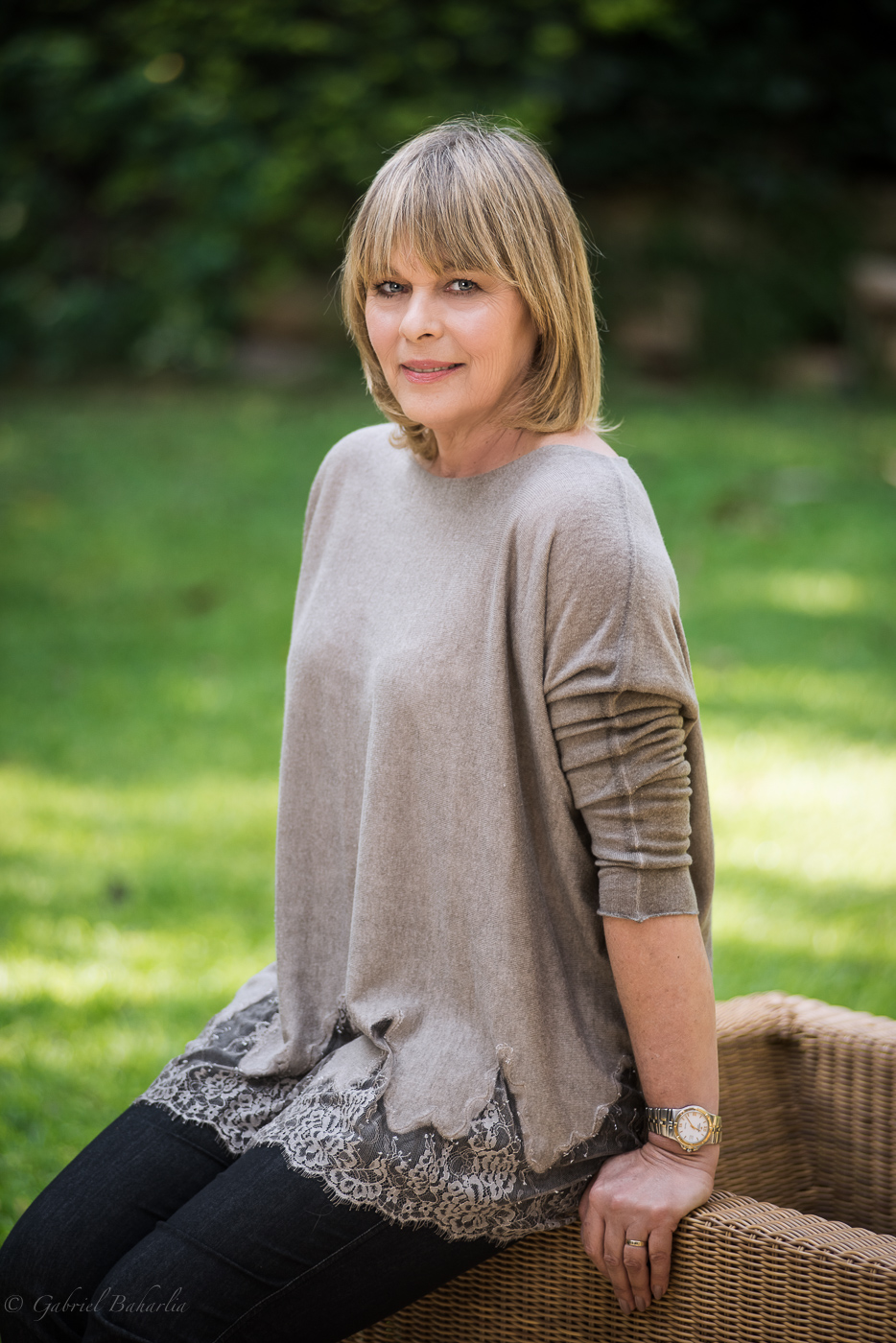
Miss Univers 1976 Rina Mor
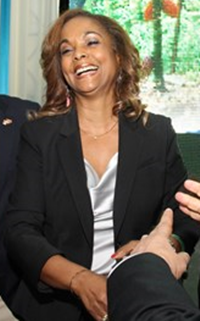
Miss Univers 1977 Janelle Commissiong
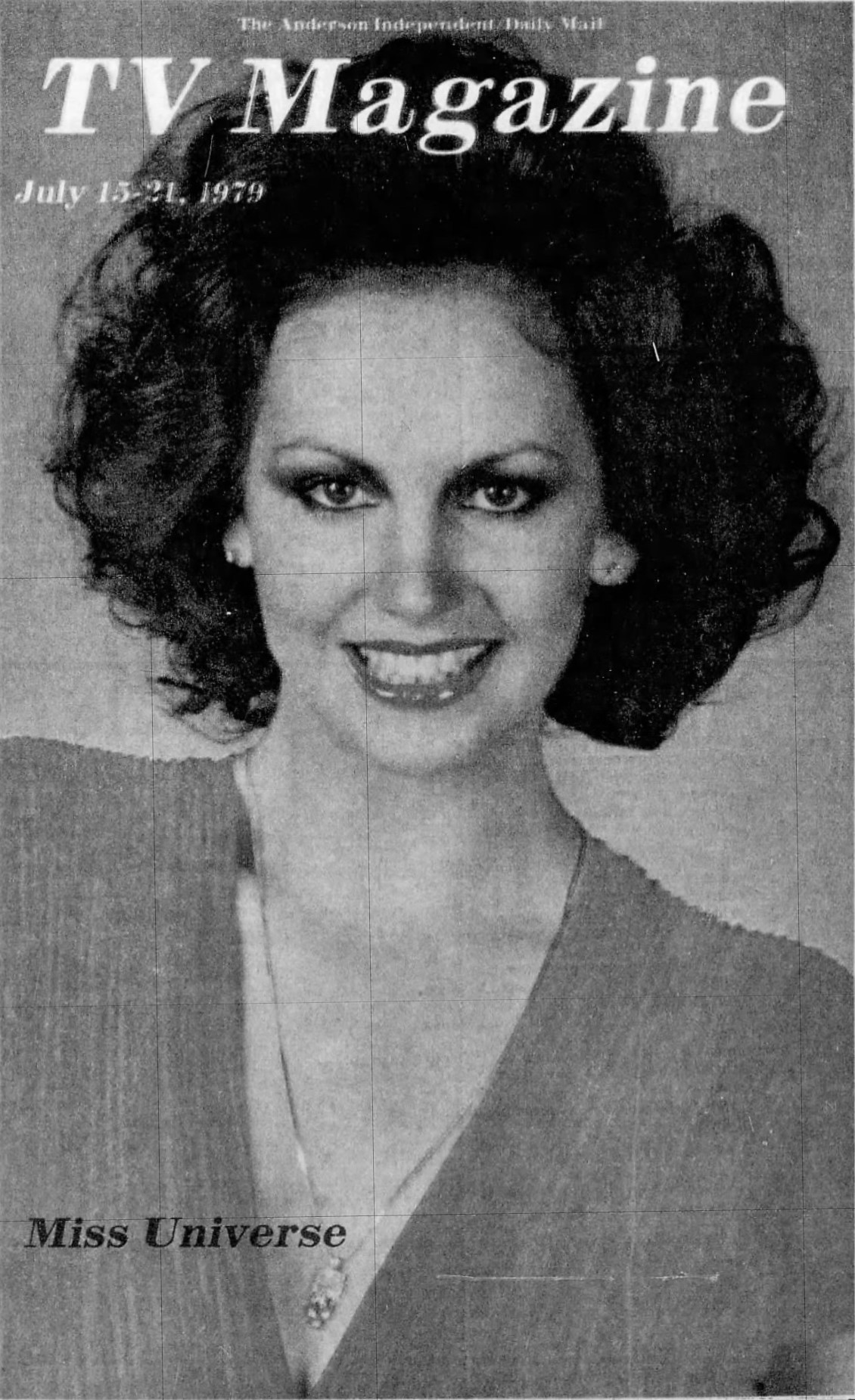
Miss Univers 1978 Margaret Gardiner
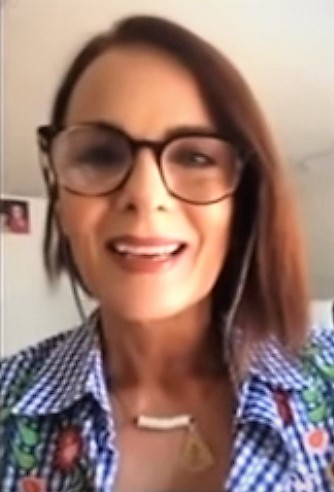
Miss Univers 1979 Maritza Sayalero Fernández
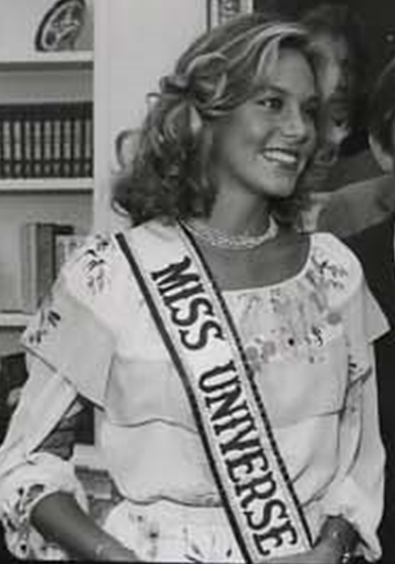
Miss Univers 1980 Shawn Weatherly
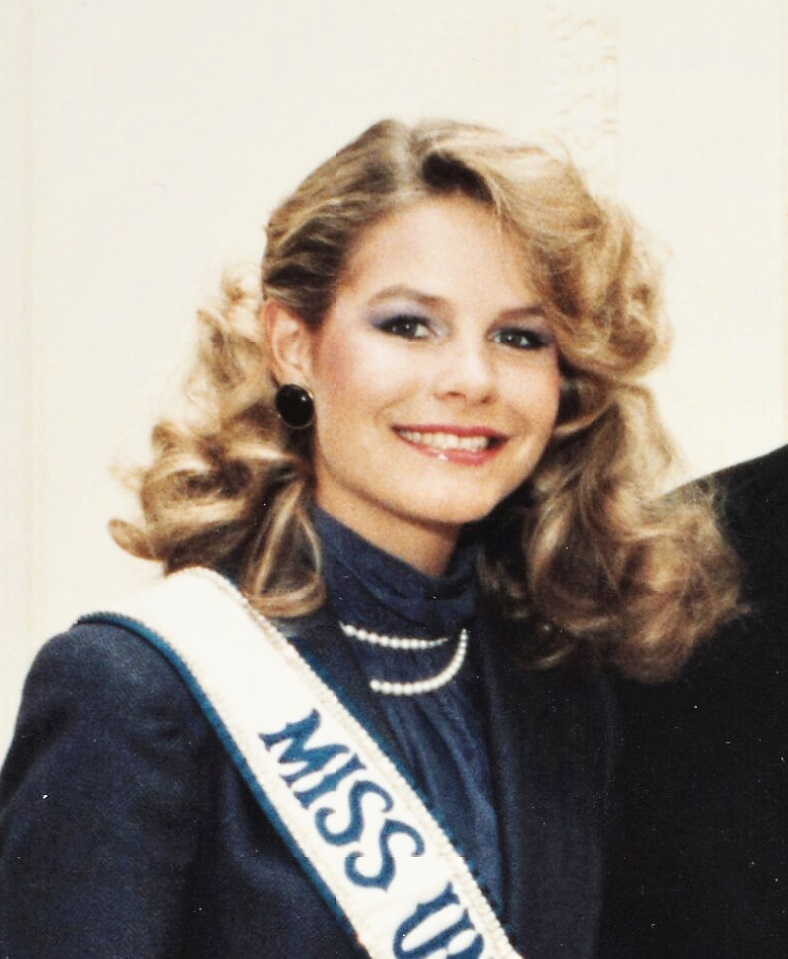
Miss Univers 1983 Lorraine Downes
Miss Univers 1984 Yvonne Ryding
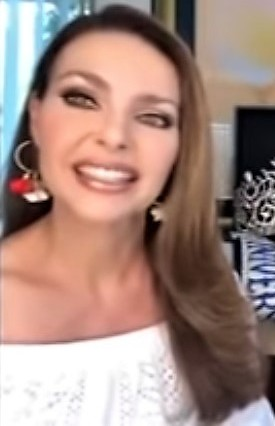
Miss Univers 1986 Bárbara Palacios
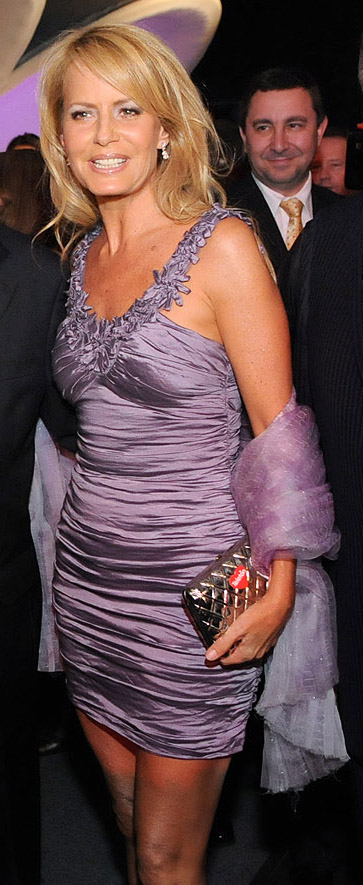
Miss Univers 1987 Cecilia Bolocco
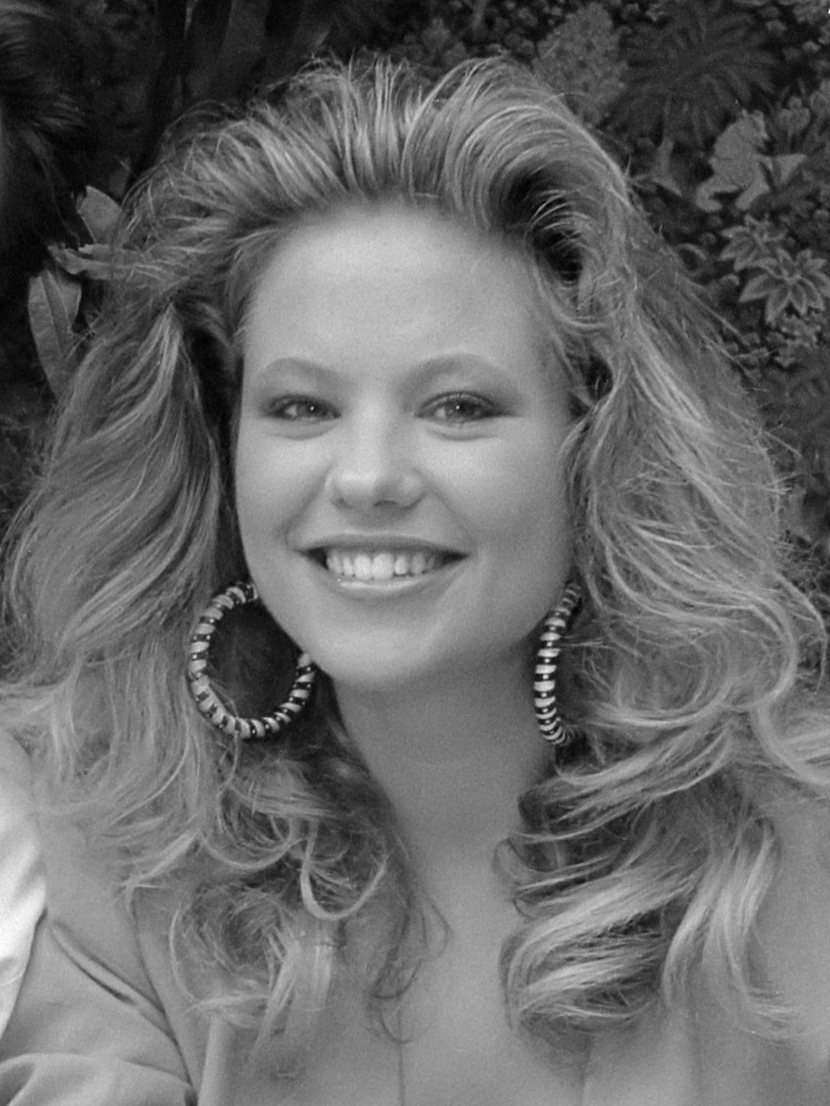
Miss Univers 1989 Angela Visser
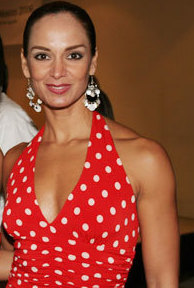
Miss Univers 1991 Lupita Jones
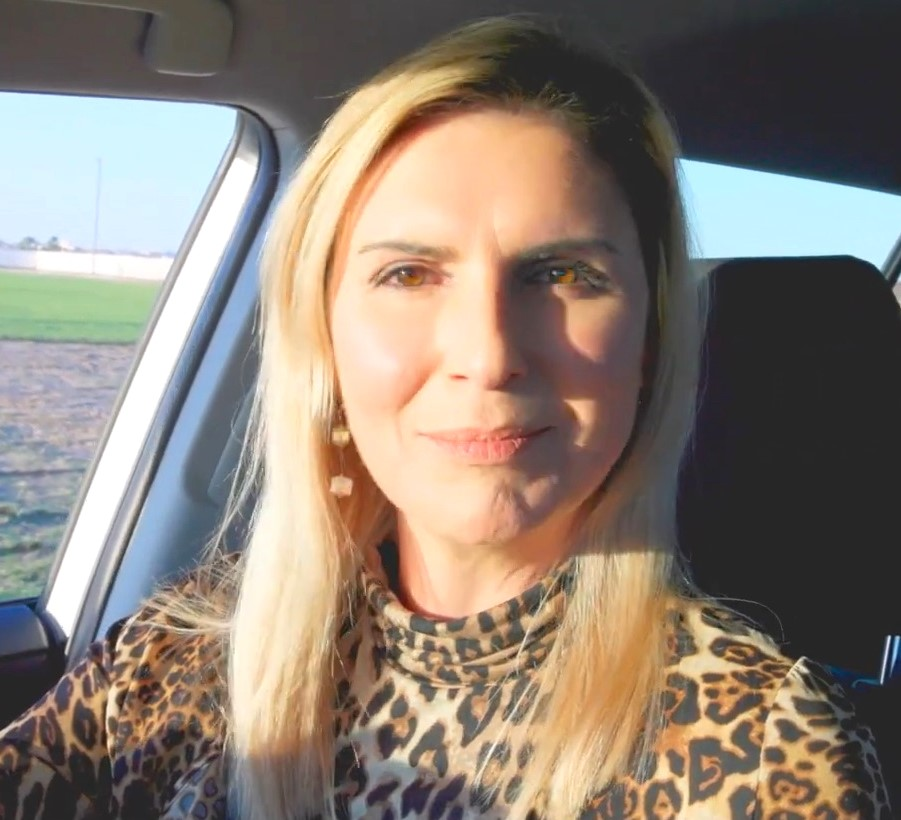
Miss Univers 1992 Michelle McLean
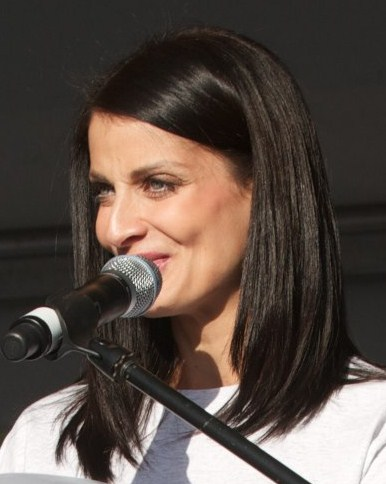
Miss Univers 1993 Dayanara Torres
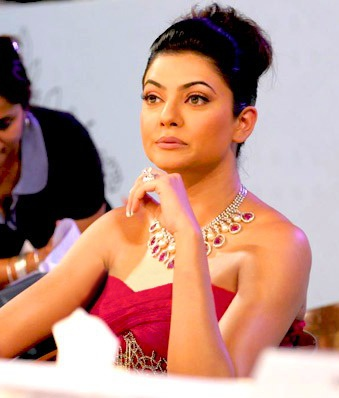
Miss Univers 1994 Sushmita Sen
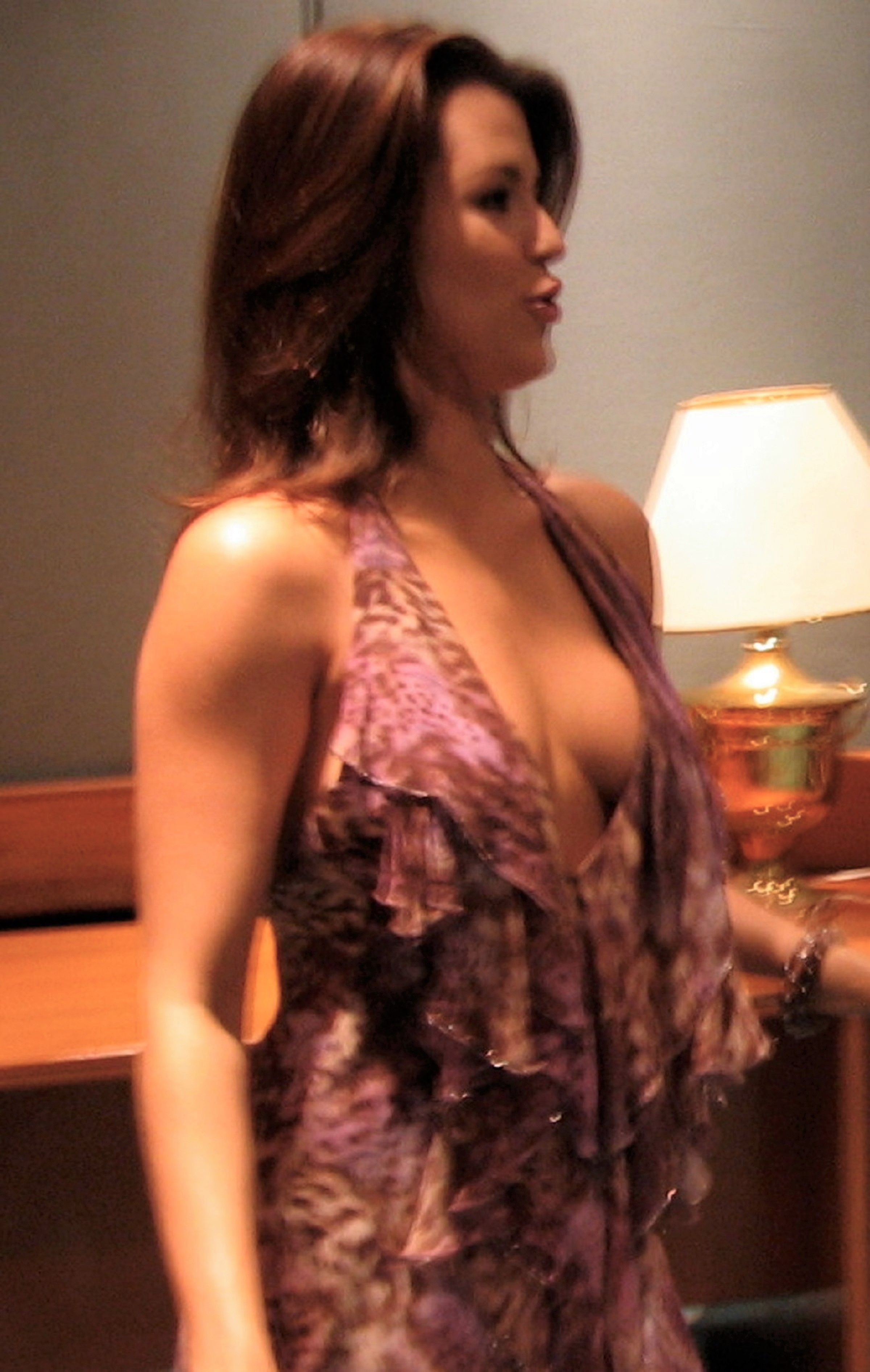
Miss Univers 1996 Alicia Machado
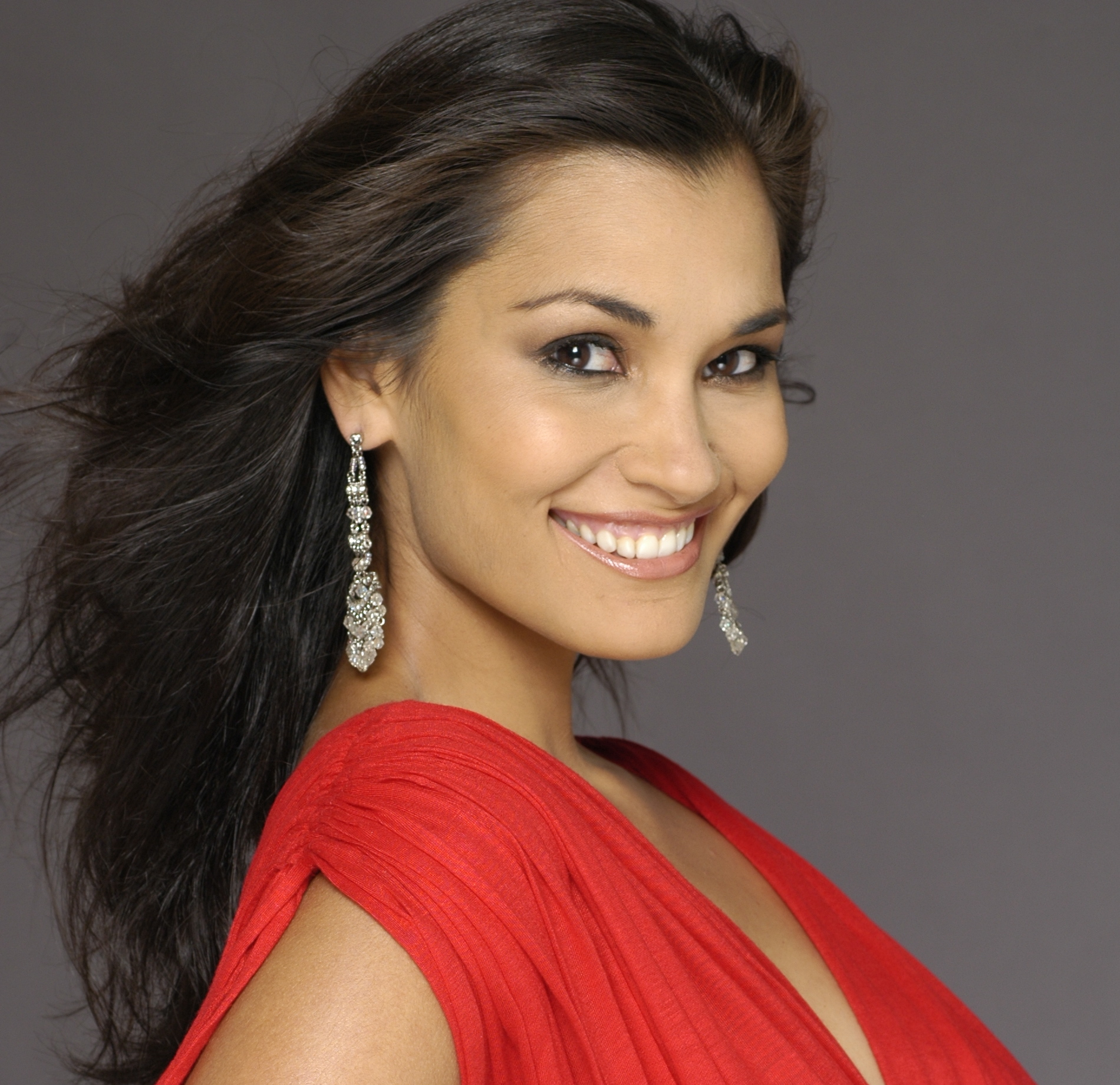
Miss Univers 1997 Brook Lee
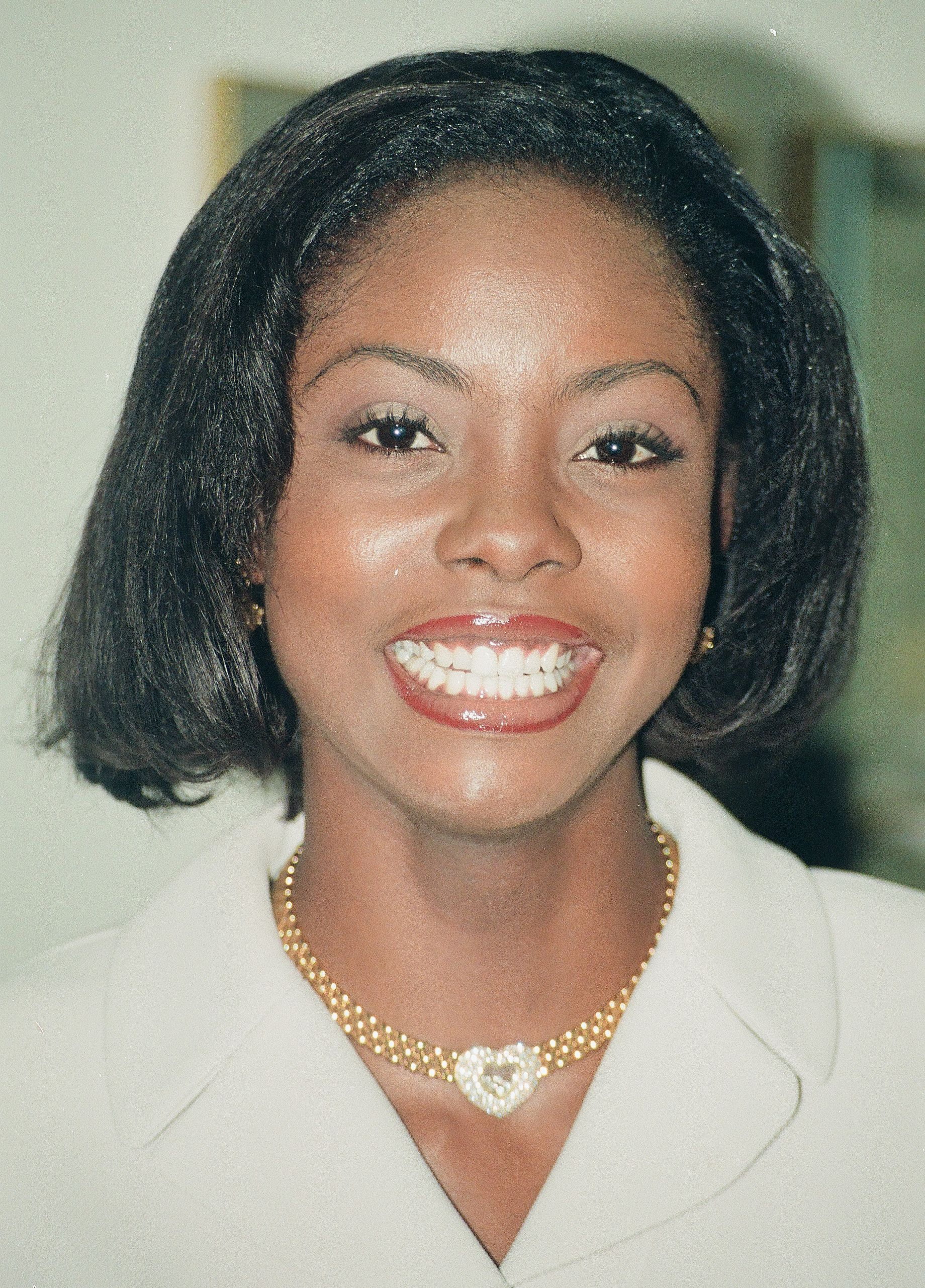
Miss Univers 1998 Wendy Fitzwilliam
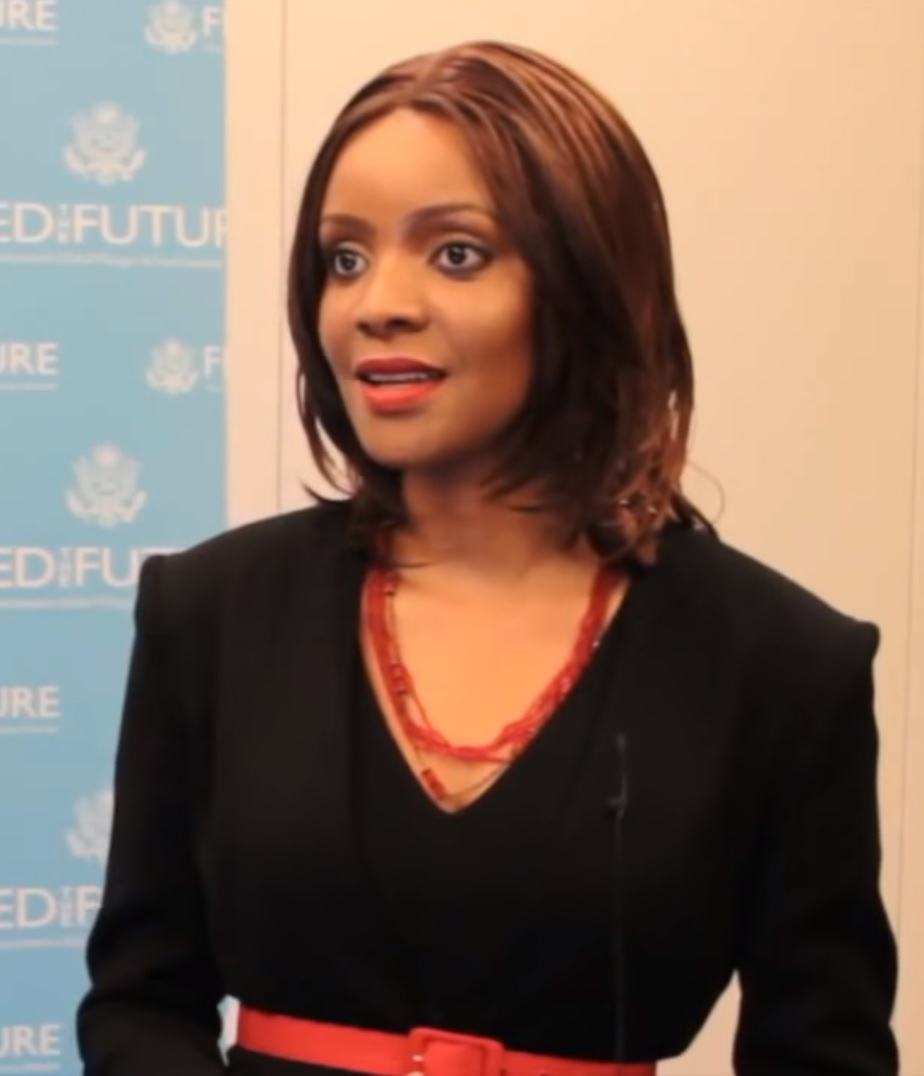
Miss Univers 1999 Mpule Kwelagobe
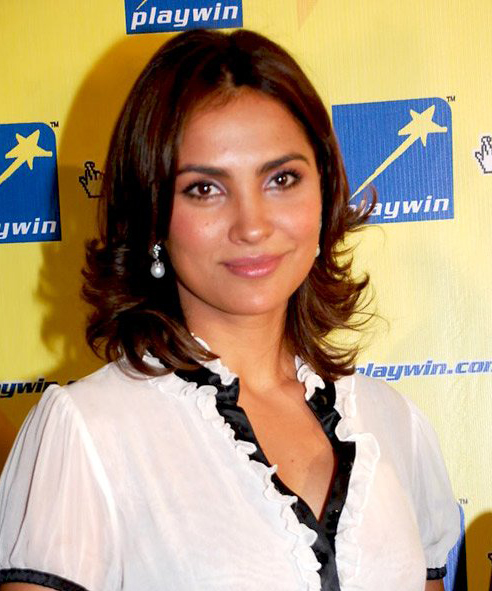
Miss Univers 2000 Lara Dutta
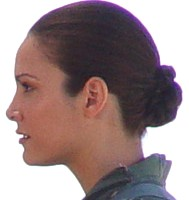
Miss Univers 2001 Denise Quiñones
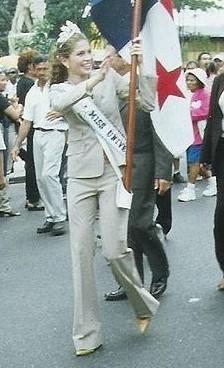
Miss Univers 2002 Justine Pasek
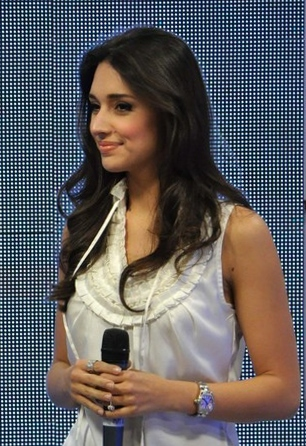
Miss Univers 2003 Amelia Vega
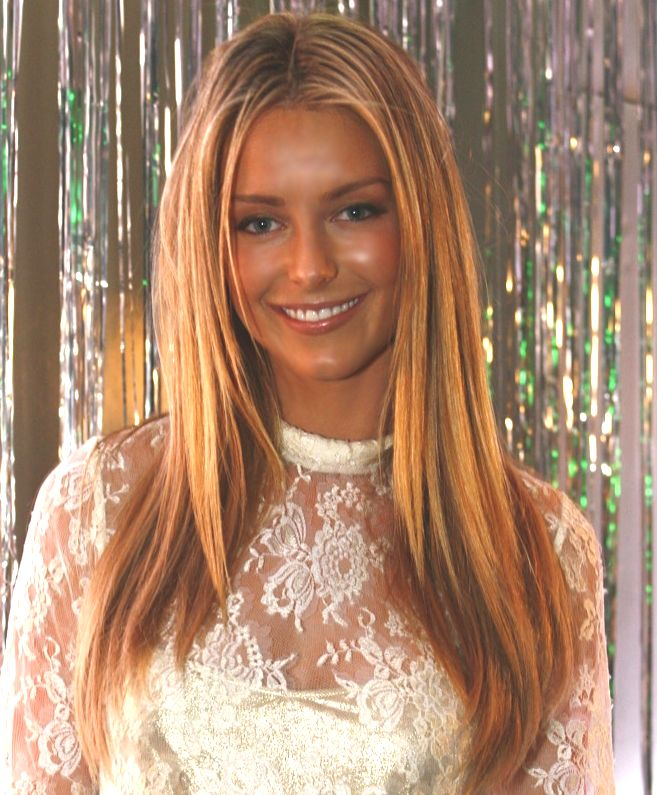
Miss Univers 2004 Jennifer Hawkins
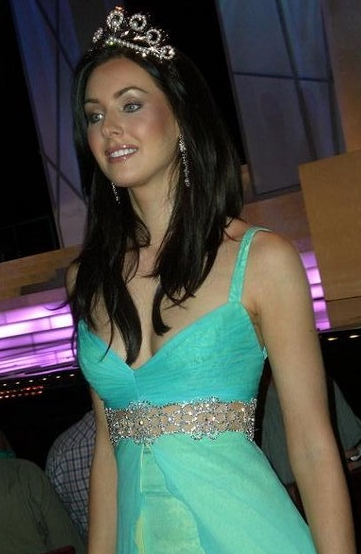
Miss Univers 2005 Natalie Glebova
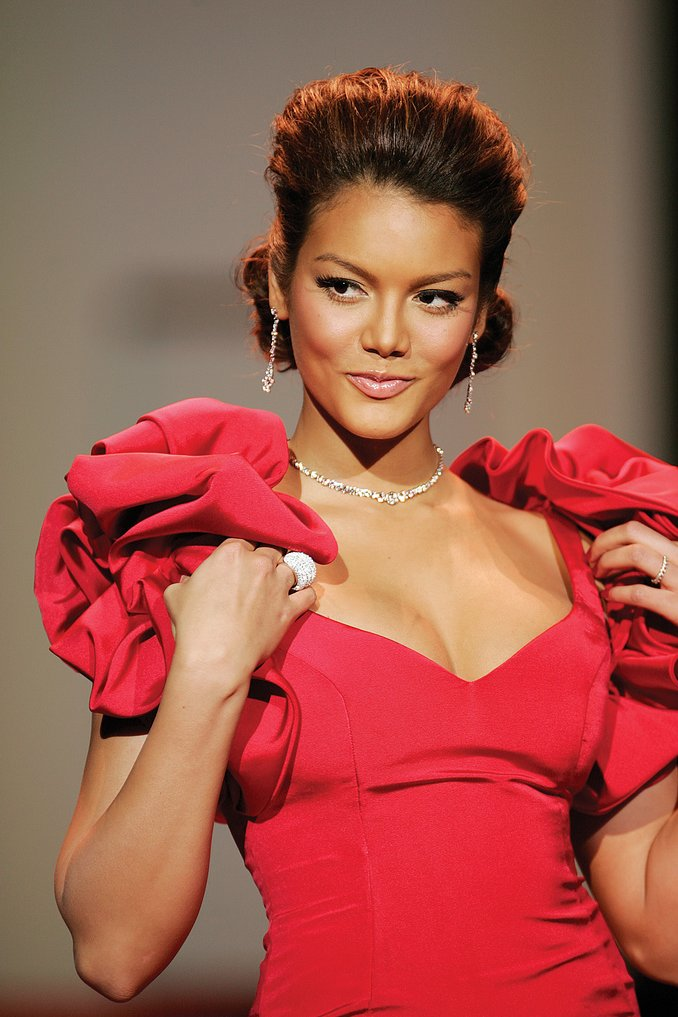
Miss Univers 2006 Zuleyka Rivera
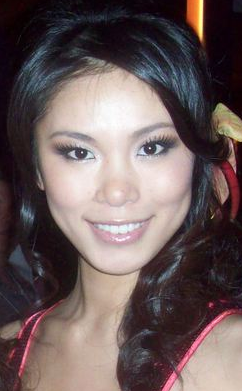
Miss Univers 2007 Riyo Mori
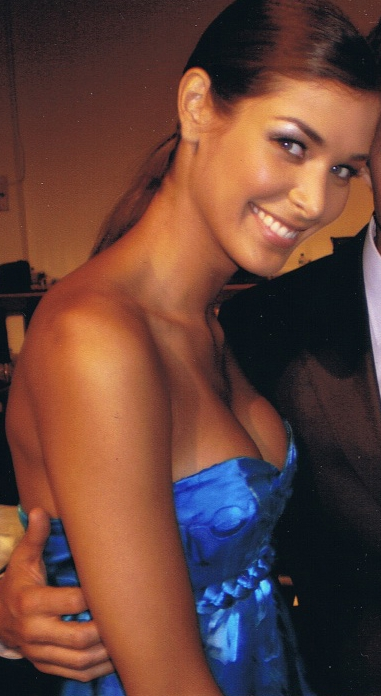
Miss Univers 2008 Dayana Mendoza
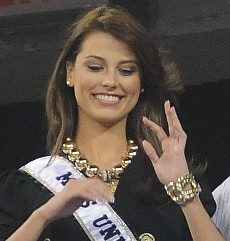
Miss Univers 2009 Stefanía Fernández
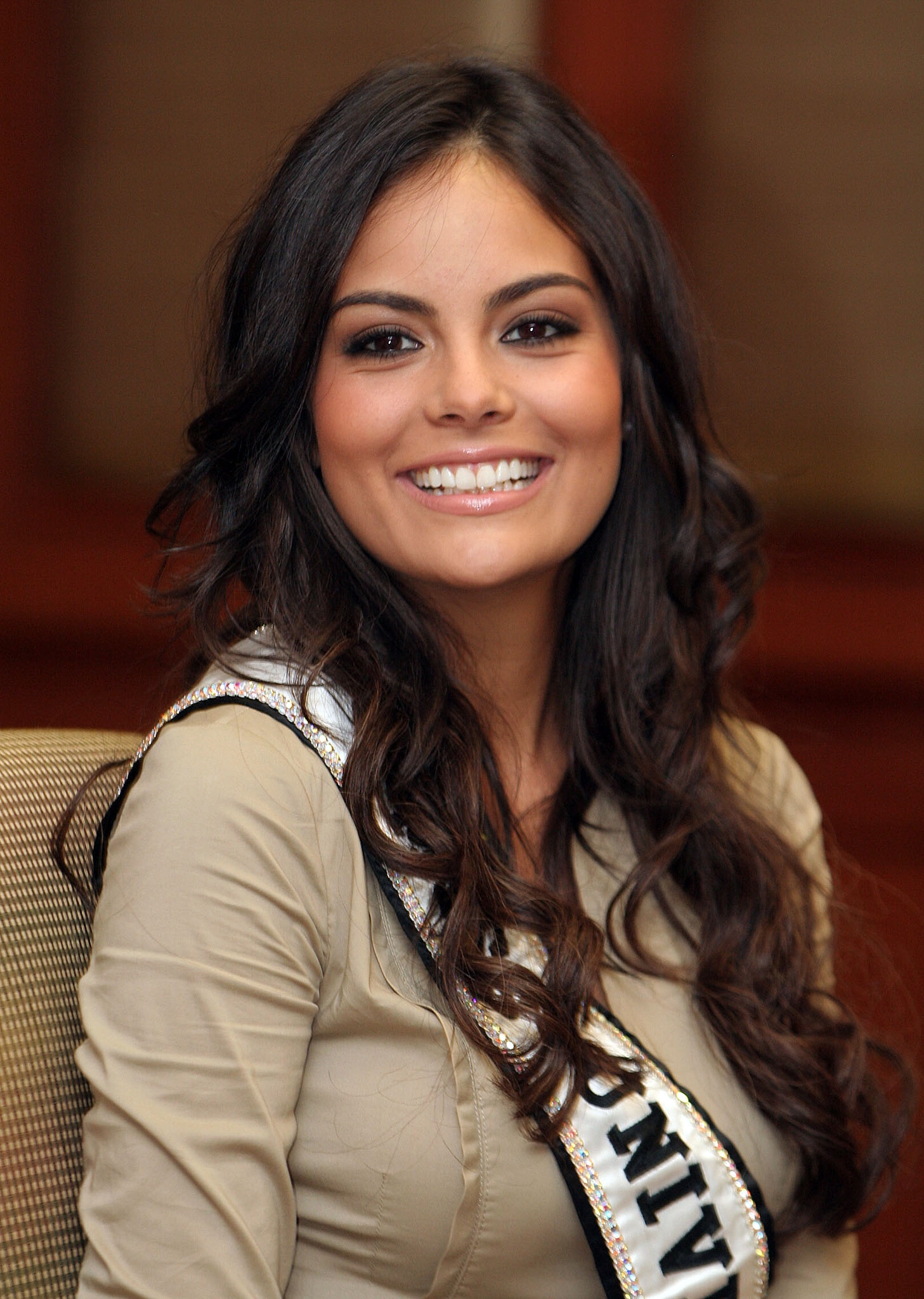
Miss Univers 2010 Ximena Navarrete
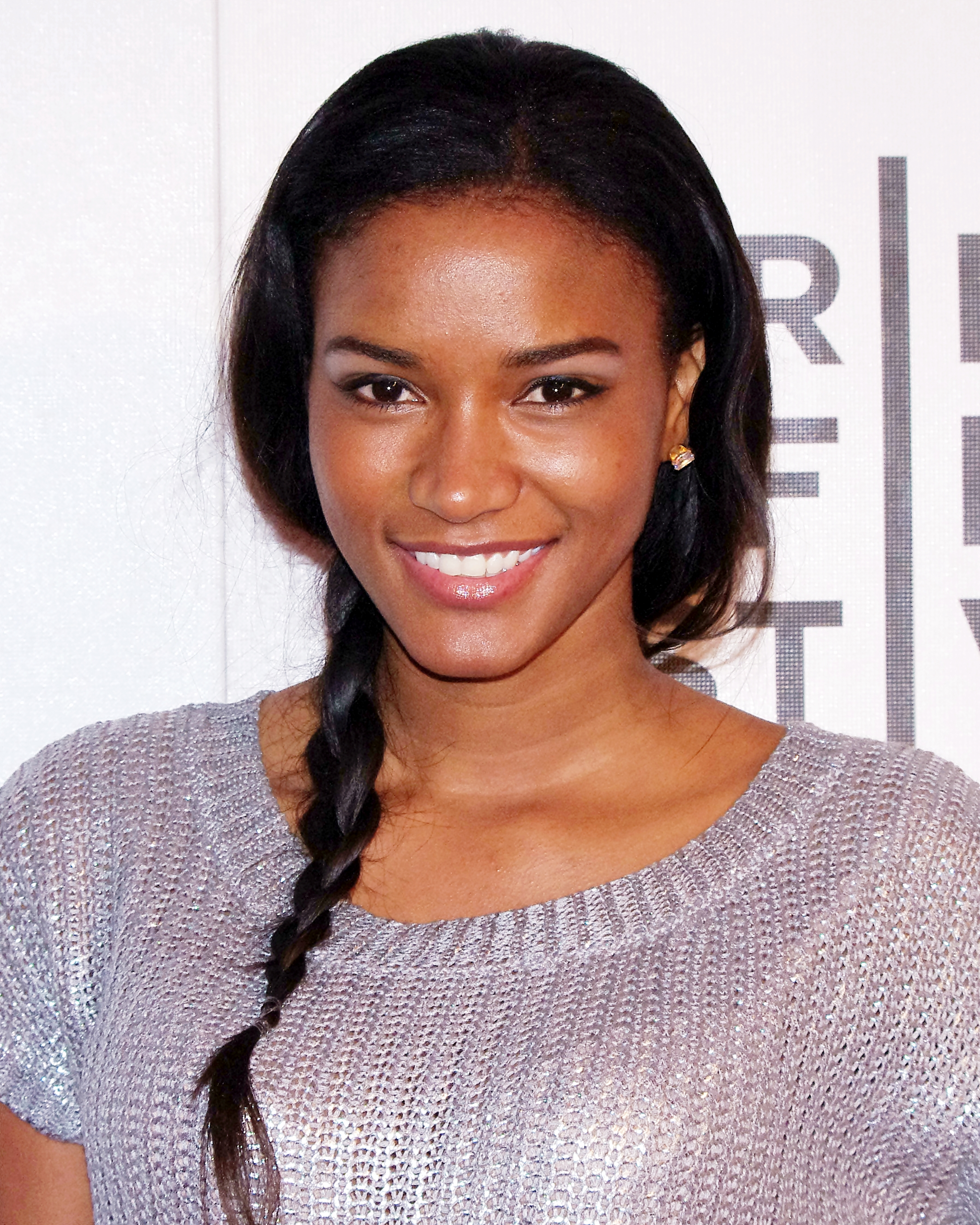
Miss Univers 2011 Leila Lopes
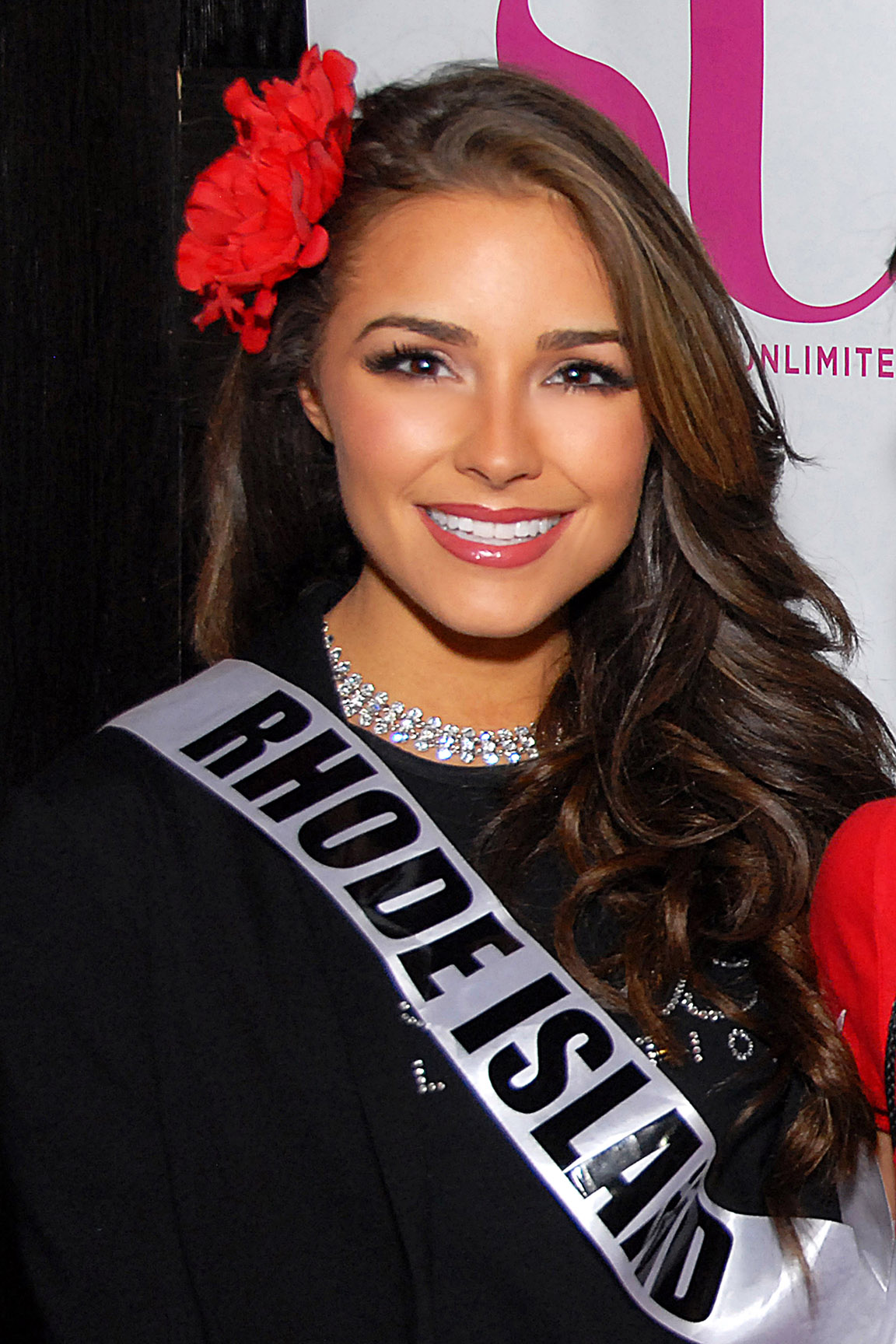
Miss Univers 2012 Olivia Culpo
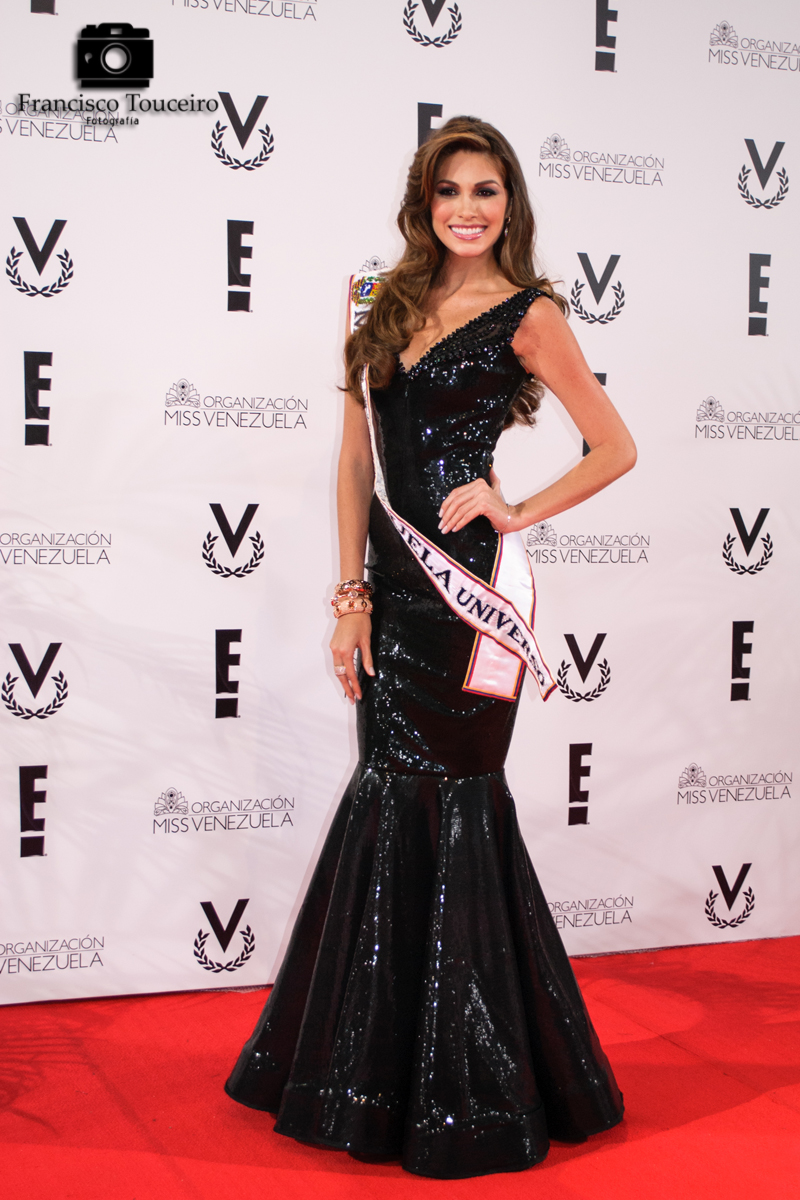
Miss Univers 2013 María Gabriela Isler
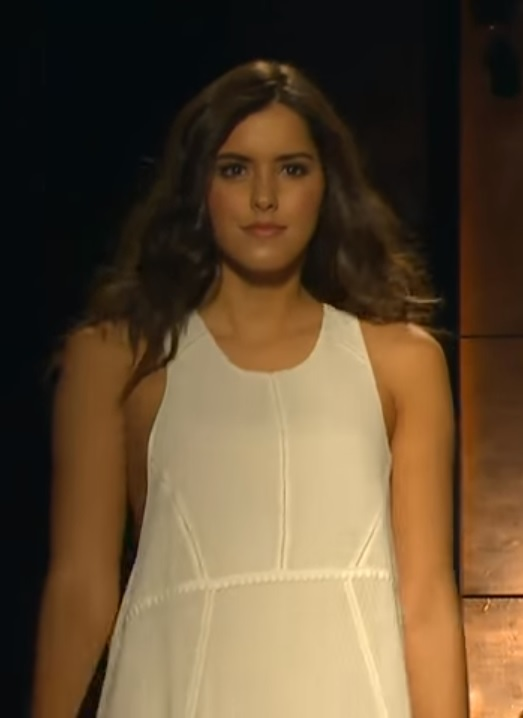
Miss Univers 2014 Paulina Vega
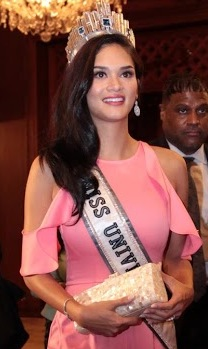
Miss Univers 2015 Pia Wurtzbach
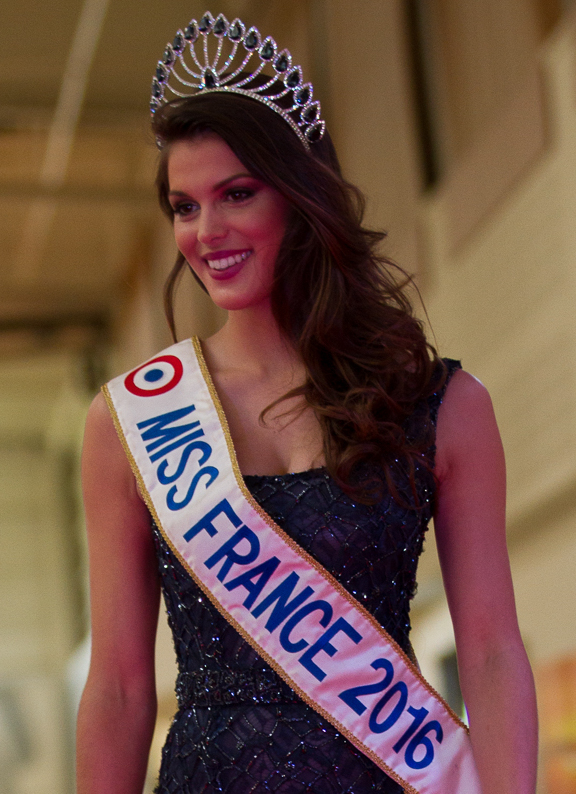
Miss Univers 2016 Iris Mittenaere
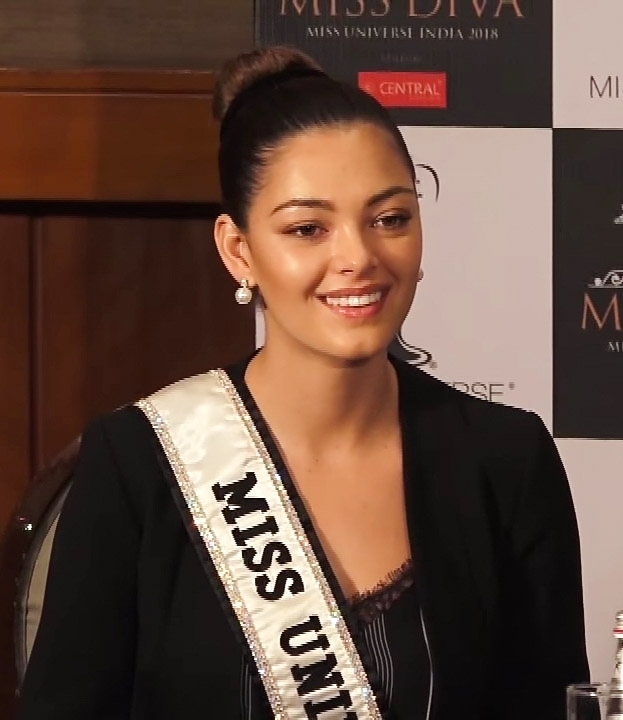
Miss Univers 2017 Demi-Leigh Nel-Peters
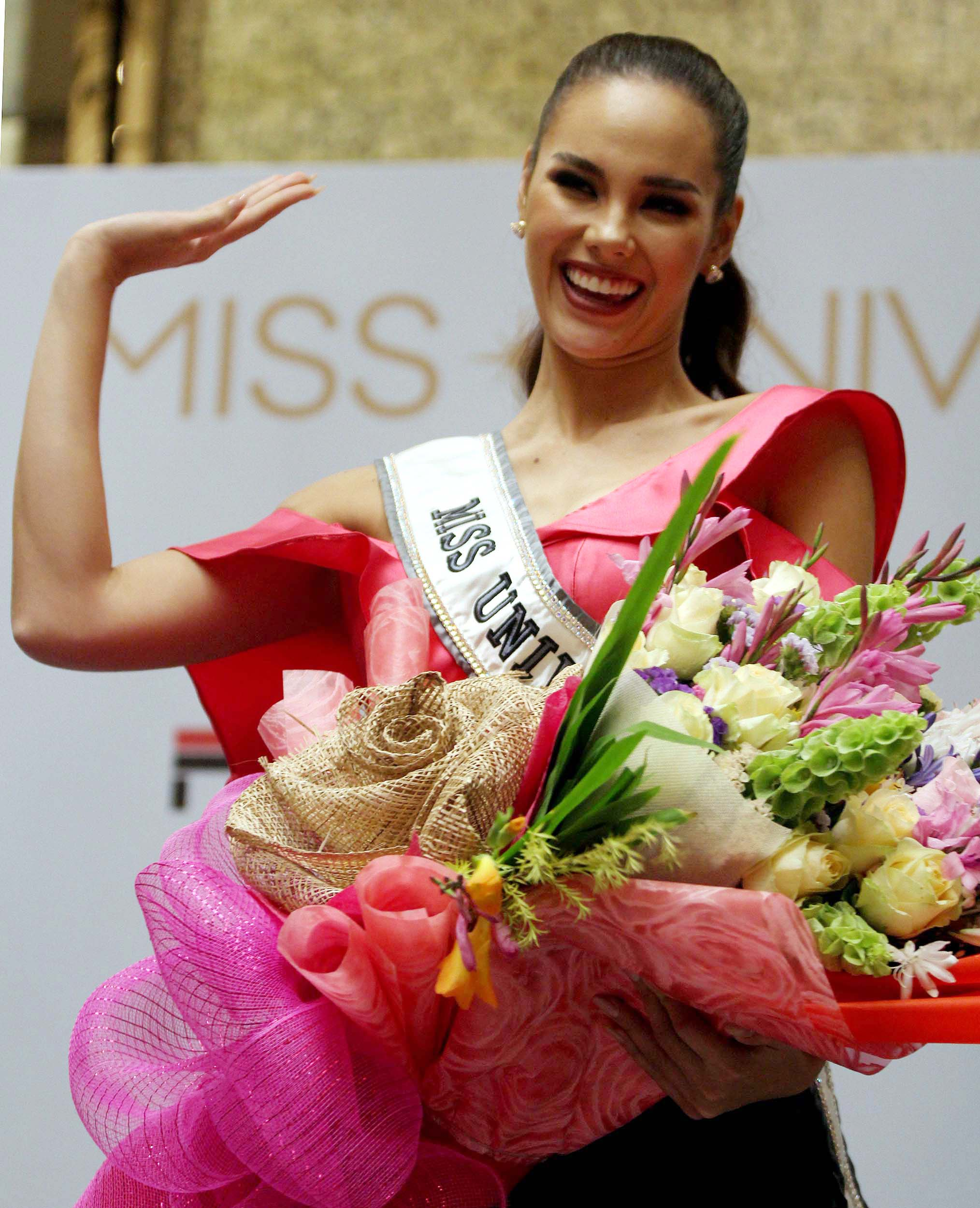
Miss Univers 2018 Catriona Gray
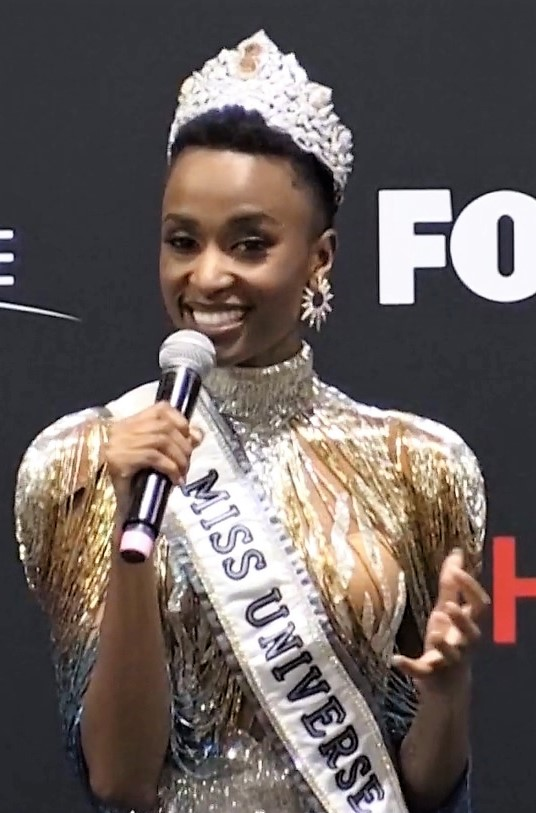
Miss Univers 2019 Zozibini Tunzi
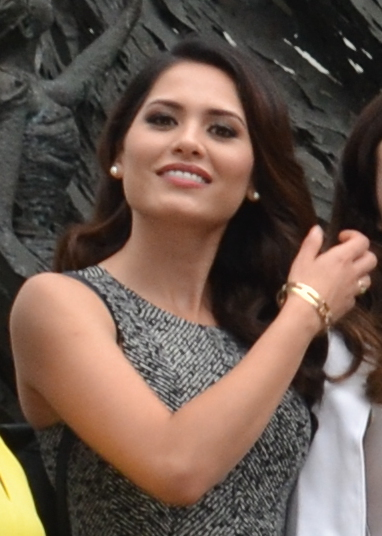
Miss Univers 2020 Andrea Meza
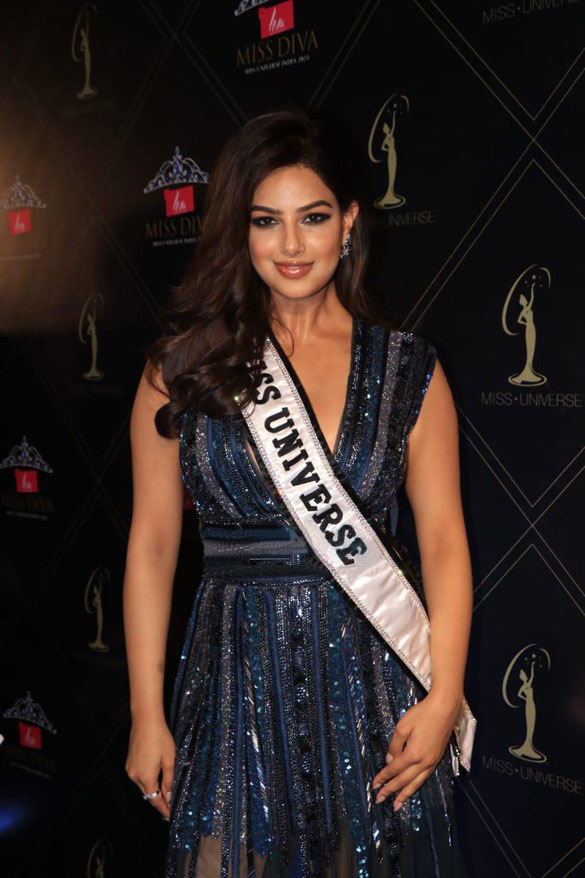
Miss Univers 2021 Harnaaz Sandhu
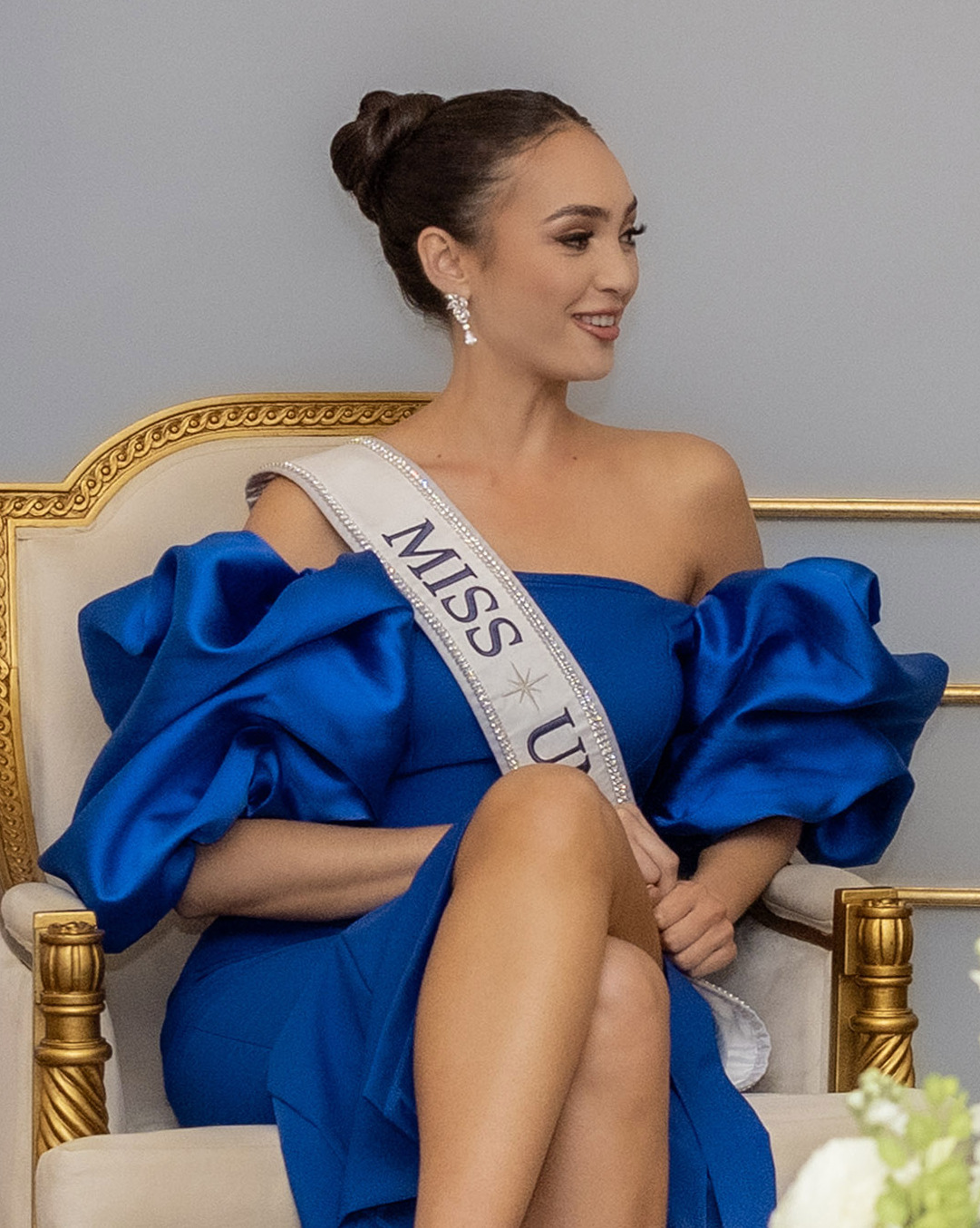
Miss Univers 2022 R'Bonney Gabriel
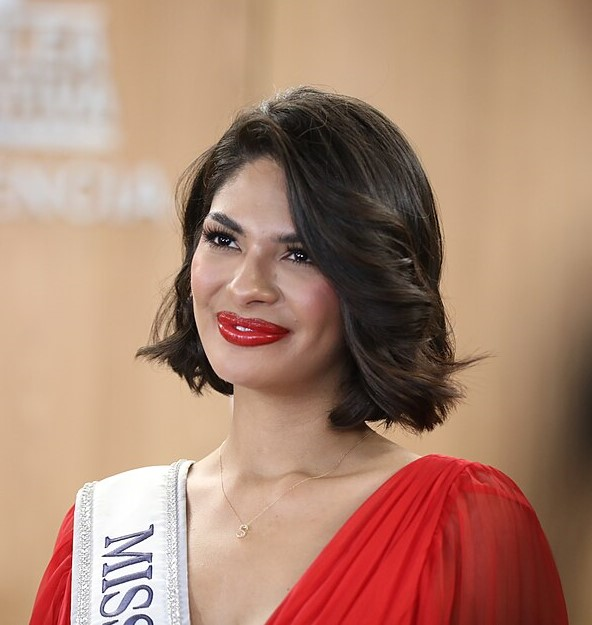
Miss Univers 2023 Sheynnis Palacios
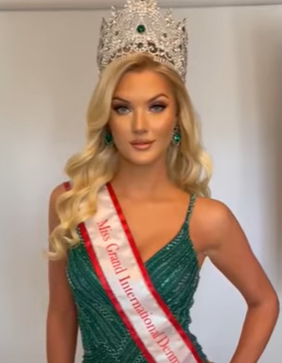
Miss Univers 2024 Victoria Kjær Theilvig

### Quelques records

#### Âge
- Miss Univers les plus âgées lors de leur élection :
  - R'Bonney Gabriel, Miss États-Unis 2022, élue Miss Univers 2022 à 28 ans, 9 mois et 25 jours ;
  - Andrea Meza, Miss Mexique 2020, élue Miss Univers 2020 à 26 ans, 9 mois et 3 jours ;
  - Brook Lee, Miss États-Unis 1997, élue Miss Univers 1997 à 26 ans, 4 mois et 20 jours ;
  - Pia Wurtzbach, Miss Philippines 2015, élue Miss Univers 2015 à 26 ans, 2 mois et 26 jours ;
  - Zozibini Tunzi, Miss Afrique du Sud 2019, élue Miss Univers 2019 à 26 ans, 2 mois et 20 jours.

- Miss Univers les plus jeunes lors de leur élection :
  - Gladys Zender (du Pérou), élue Miss Univers 1957 à 17 ans et 9 mois[réf. nécessaire] ;
  - Armi Kuusela (de Finlande), élue Miss Univers 1952 à 17 ans, 10 mois et 8 jours.

#### Miss Univers la plus grande et la plus petite
- Amelia Vega, Miss République dominicaine 2003 et Miss Univers 2003 mesure 1,82 m[réf. nécessaire] ;
- Armi Kuusela, Miss Finlande 1952 et Miss Univers 1952 mesure 1,65 m[réf. nécessaire].

#### Durée du règne
- Plus longs règnes :
  - Zozibini Tunzi, Miss Univers 2019 (Miss Afrique du Sud 2019) : 17 mois et 8 jours ;
  - Leila Lopes, Miss Univers 2011 (Miss Angola 2010) : 15 mois et 7 jours ;
  - María Gabriela Isler, Miss Univers 2013 (Miss Venezuela 2012) : 14 mois et 16 jours.
- Règnes les plus courts :
  - Oksana Fiodorova (Miss Russie 2001). Élue Miss Univers 2002, elle a occupé sa fonction pendant 3 mois et 26 jours avant d'être détrônée puis remplacée par sa première dauphine ;
  - Andrea Meza, Miss Univers 2020 (Miss Mexique 2020) : 6 mois et 26 jours ;
  - Justine Pasek, Miss Univers 2002 (Miss Panama 2001) : 8 mois et 9 jours (en remplacement d'Oksanna Fiodorova) ;
  - Iris Mittenaere, Miss Univers 2016 (Miss France 2016) : 9 mois et 26 jours ;
  - R'Bonney Gabriel, Miss Univers 2022 (Miss États-Unis 2022) : 10 mois et 4 jours ;
  - Bárbara Palacios, Miss Univers 1986 (Miss Venezuela 1986) : 10 mois et 6 jours.

### Décès
- Hillevi Rombin, Miss Univers 1955 de Suède, décédée dans un accident d'avion le 19 juin 1996[17].
- Amparo Muñoz, Miss Univers 1974 d'Espagne, décédée des suites d'une longue maladie le 27 février 2011[18].
- Sylvia Hitchcock, Miss Univers 1967 des États-Unis, décédée des suites d'un cancer le 17 août 2015.
- Luz Marina Zuluaga, Miss Univers 1958 de Colombie, décédée des suites d'une longue maladie le 2 décembre de 2015[19].
- Linda Bement, Miss Univers 1960 des États-Unis, décédée de cause naturelle le 19 mars 2018.
- Chelsi Smith, Miss Univers 1995 des États-Unis, décédée des suites d'un cancer du foie le 8 septembre 2018[20].

## Couronnes

### Galeries

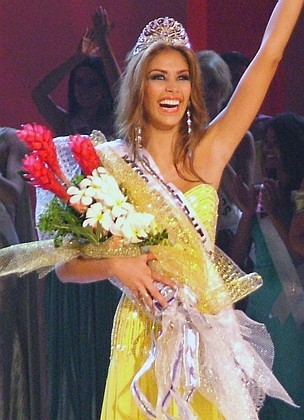
2008 : CAO Fine Jewelry Crown.
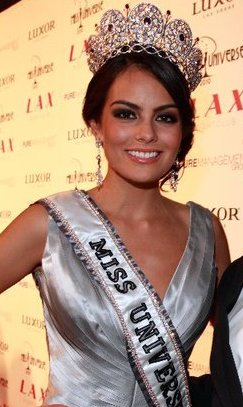
2009 - 2013 : The Peace Crown by Diamond Nexus Labs.
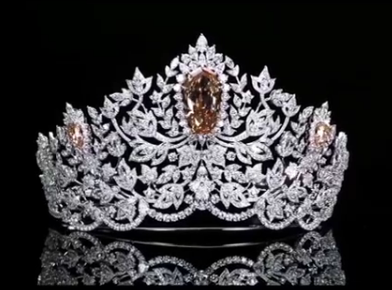
2019-2021 : Mouawad : The Power Of Unity Crown.

### Description
- La Couronne nuptiale impériale des Romanov : Cette couronne est issue de la royauté russe car elle a, en effet, appartenu aux Tsars russes. Elle est composée de 1 535 diamants et a couronné la toute première miss univers : Armi Kuusela 1952[21].
- The Christiane Martel's Crown ou Romanov Diadem Crown ou Metallic Bronze Crown : Cette couronne porte comme surnom le nom de la seule miss à l'avoir arboré, la Française Christiane Martel qui est la deuxième titulaire du titre de Miss Univers en 1953.

- Star of the Universe: Cette couronne est considérée comme la première couronne iconique du concours et particulièrement la première à s'inscrire dans cette logique de transmission de la couronne sur plusieurs éditions. La première miss à la porter est Miriam Stevenson en 1954  et la dernière est Linda Bement en 1960.

- 1961 - 1962 : Cette couronne est très peu connue car elle n'a servi que peu de fois, ne couronnant que 2 reines de beauté, et en raison de la faible couverture médiatique du concours de l'époque. Les deux miss qui l'ont arborée sont Marlene Schmidt et Norma Nolan

- Lady Rhinestone Crown ou Coventry Crown:  Cette couronne est très connue car elle contient, en son centre, le logo de Miss Univers et qu'elle a été portée par 38 Miss Univers de 1963 à 2001 allant de Iêda Maria Vargas à Denise Quiñones. Cette couronne était composée de petites pierres d'ornement qui ne sont pas considérées comme des pierres précieuses.

- The Phoenix Crown : Cette couronne a été créée par le joaillier japonais Mikimoto et symbolise les plumes d'un phœnix. Pour sa réalisation, la maison Mikimoto a utilisé 300 diamants et 120 perles blanches de culture. Cette couronne estimée à 250 000 dollars a couronné toutes les Miss Univers de 2002 (Oksana Fiodorova puis Justine Pasek) à 2007 (Riyo Mori) ainsi que Demi-Leigh Nel-Peters et Catriona Gray, respectivement Miss Univers 2017 et 2018.
- The Fine Jewelry Crown : Cette couronne a été créée à l'occasion de l'élection de Miss Univers 2008 dont la Vénézuélienne Dayana Mendoza est ressortie gagnante. Cette couronne a été créée par CAO sur la base de 100 pierres précieuses dont 44 carats de diamants.
- The Peace Crown : Cette couronne a été commandée à Diamond Nexus Labs par l'organisation miss univers pour la 58ème édition de son concours annuel. Le joaillier a proposé 3 versions de la couronne et c'est le public qui a choisi laquelle des 3 versions serait sélectionnée. C'est la paix qui l'a emporté sur l'espoir et l'unité. La couronne est composée de 1371 pierres précieuses et est reconnaissable à sa couleur rouge. La première Miss Univers a en avoir été couronnée est la Vénézuélienne Stefanía Fernández (2009). C'est pendant son règne que la structure de la couronne a évoluée pour être simplifiée car a partie haute de la couronne a été enlevée. La dernière Miss Univers à avoir reçu cette couronne est María Gabriela Isler en 2013 même si elle a été reportée en 2016 par Iris Mittenaere.
- The DIC Crown : Cette couronne a été créée par DIC et représente New York et ses fameux gratte-ciels. Elle est composée de cinq topazes, 198 saphirs, 311 diamants et 33 cristaux de Bohème translucides. La première Miss Univers à l'avoir portée est Paulina Vega, Miss Univers 2014, et la dernière a l'avoir porté est Iris Mittenaere même si elle n'a pas porté cette couronne tout au long de son règne de Miss Univers 2016 pour des problèmes d'accords entre DIC et le comité Miss Univers. Cette couronne estimée à 300 000 dollars a donc été portée par 3 miss univers.
- The Power Of Unity Crown : Cette couronne a été créée par la maison Mouawad et c'est en 2019 que la première Miss Univers a eu la chance de la porter. C'est donc Zozibini Tunzi qui l'a portée en première et Harnaaz Sandhu a été la dernière. Pour l'instant, cette couronne composée de 1725 diamants blancs et de trois diamants canaris n'a été utilisée que de 2019 à 2021 et a donc été portée par 3 miss univers différentes. Cette couronne contient des formes complexes telles que des pétales et des feuilles de vigne mais sa valeur n'a pas été annoncée même si l'on sait que la pierre centrale pèse 62,83 carats.
- The Force For Good Crown : Cette couronne est la deuxième que la maison de joaillerie libanaise Mouawad a conçu pour le concours de beauté mais change assez radicalement de la première. Cette fois-ci, la couleur prédominante est le bleu grâce aux saphirs qui ornent la couronne en plus des nombreux diamants blancs. Cette couronne a été présentée en fin d'année 2022 en vue de la 71ème édition du concours dont l'Américaine R'Bonney Gabriel est sortie gagnante. Cette couronne sertie de 110 carats de saphirs bleu et 48 de diamants blancs vaudrait 5 millions de dollars. Ce changement de couronne est dû à l'arrivée d'Anne Jakapong Jakrajutatip à la tête de l'organisation Miss Univers (elle l'a rachetée pour 20 millions de dollars) et s'accompagne d'un changement d'écharpe.

## Palmarès

### Nombre de victoires par pays
| Nombre d'élections | Pays                   | Année(s)                                             |
| ------------------ | ---------------------- | ---------------------------------------------------- |
| 9                  | États-Unis             | 1954, 1956, 1960, 1967, 1980, 1995, 1997, 2012, 2022 |
| 7                  | Venezuela              | 1979, 1981, 1986, 1996, 2008, 2009, 2013             |
| 5                  | Porto Rico             | 1970, 1985, 1993, 2001, 2006                         |
| 4                  | Philippines            | 1969, 1973, 2015, 2018                               |
| 3                  | Inde                   | 1994, 2000, 2021                                     |
| 3                  | Mexique                | 1991, 2010, 2020                                     |
| 3                  | Afrique du Sud         | 1978, 2017, 2019                                     |
| 3                  | Suède                  | 1955, 1966, 1984                                     |
| 2                  | France                 | 1953, 2016                                           |
| 2                  | Colombie               | 1958, 2014                                           |
| 2                  | Japon                  | 1959, 2007                                           |
| 2                  | Canada                 | 1982, 2005                                           |
| 2                  | Australie              | 1972, 2004                                           |
| 2                  | Trinité-et-Tobago      | 1977, 1998                                           |
| 2                  | Thaïlande              | 1965, 1988                                           |
| 2                  | Finlande               | 1952, 1975                                           |
| 2                  | Brésil                 | 1963, 1968                                           |
| 1                  | Danemark               | 2024                                                 |
| 1                  | Nicaragua              | 2023                                                 |
| 1                  | Angola                 | 2011                                                 |
| 1                  | République dominicaine | 2003                                                 |
| 1                  | Panama                 | 2002                                                 |
| 1                  | Russie                 | 2002                                                 |
| 1                  | Botswana               | 1999                                                 |
| 1                  | Namibie                | 1992                                                 |
| 1                  | Norvège                | 1990                                                 |
| 1                  | Pays-Bas               | 1989                                                 |
| 1                  | Chili                  | 1987                                                 |
| 1                  | Nouvelle-Zélande       | 1983                                                 |
| 1                  | Israël                 | 1976                                                 |
| 1                  | Espagne                | 1974                                                 |
| 1                  | Liban                  | 1971                                                 |
| 1                  | Grèce                  | 1964                                                 |
| 1                  | Argentine              | 1962                                                 |
| 1                  | Allemagne              | 1961                                                 |
| 1                  | Pérou                  | 1957                                                 |

### Nombre de gagnantes par continent
| Continent        | Nombre de titres | Pays ayant gagné                                                                                | Dernière victoire     |
| ---------------- | ---------------- | ----------------------------------------------------------------------------------------------- | --------------------- |
| Amérique du Sud  | 15               | Venezuela (7), Brésil (2), Colombie (2), Argentine, Chili, Pérou et Nicaragua (1)               | 2023 (Nicaragua)      |
| Amérique du Nord | 14               | États-Unis (9), Mexique (3) et Canada (2)                                                       | 2022 (États-Unis)     |
| Asie             | 14               | Philippines (4), Inde (3), Japon et Thaïlande (2), Israël, Liban et Russie (1)                  | 2021 (Inde)           |
| Europe           | 13               | Suède (3), France et Finlande (2), Allemagne, Danemark, Espagne, Grèce, Norvège et Pays-Bas (1) | 2024 (Danemark)       |
| Caraïbes         | 9                | Porto Rico (5), Trinité-et-Tobago (2), Panama et République dominicaine (1)                     | 2006 (Porto Rico)     |
| Afrique          | 6                | Afrique du Sud (3), Angola, Botswana et Namibie (1)                                             | 2019 (Afrique du Sud) |
| Océanie          | 3                | Australie (2) et Nouvelle-Zélande (1)                                                           | 2004 (Australie)      |